# Lijst van personen overleden in 1974
Dit is een lijst van personen die zijn overleden in 1974.

## Januari

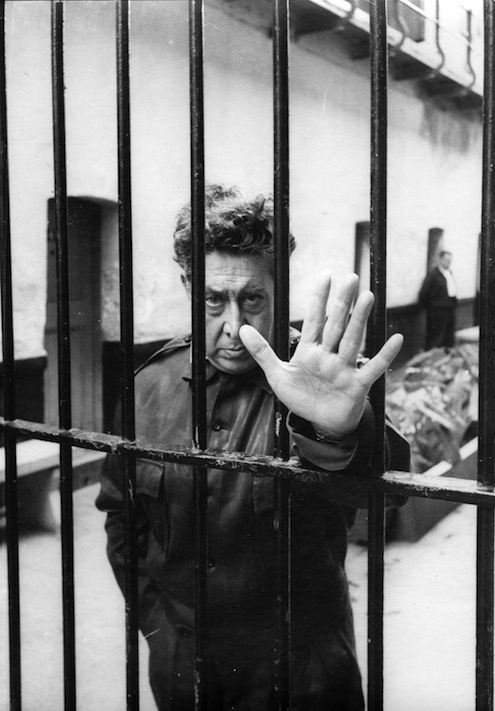
David Alfaro Siqueiros
6 januari

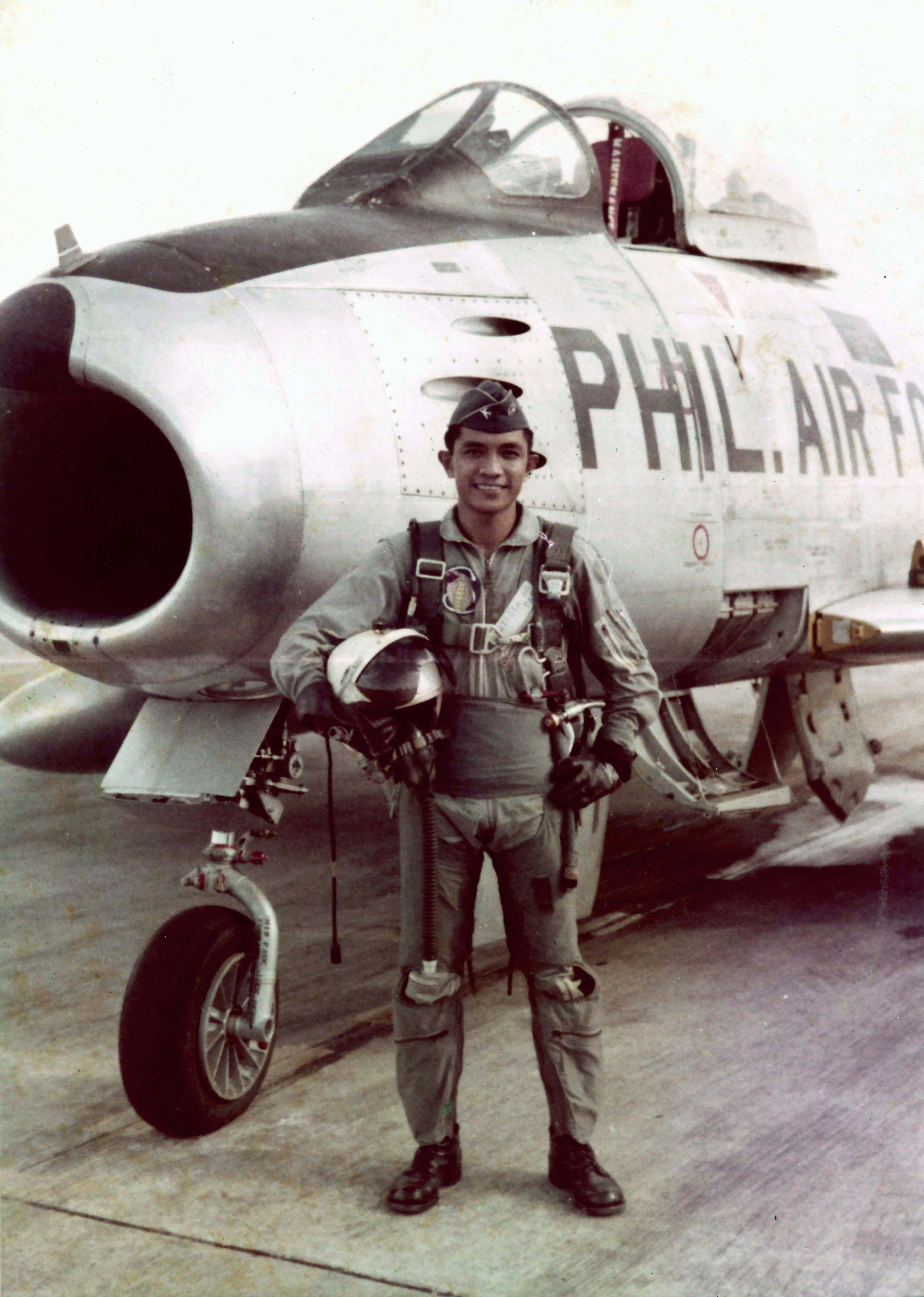
Antonio Bautista
11 januari

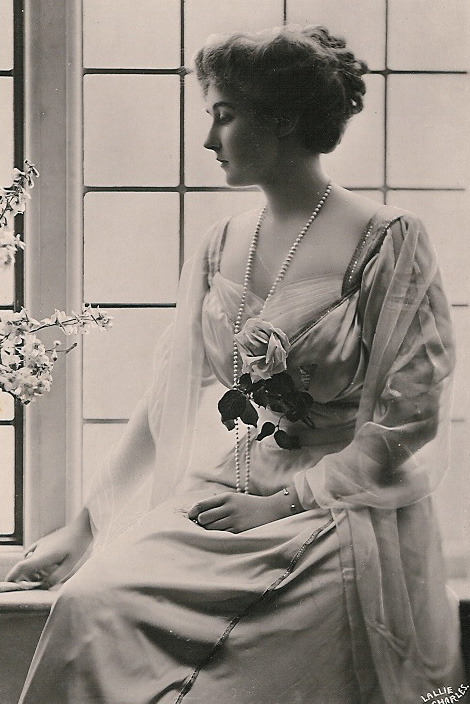
Patricia van Connaught
12 januari

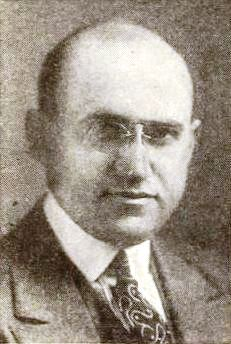
Samuel Goldwyn
31 januari

| 1 | 2 | 3 | 4 | 5 | 6 | 7 | 8 | 9 | 10 | 11 | 12 | 13 | 14 | 15 | 16 | 17 | 18 | 19 | 20 | 21 | 22 | 23 | 24 | 25 | 26 | 27 | 28 | 29 | 30 | 31 |
| - | - | - | - | - | - | - | - | - | -- | -- | -- | -- | -- | -- | -- | -- | -- | -- | -- | -- | -- | -- | -- | -- | -- | -- | -- | -- | -- | -- |

### 1 januari
- Jan Wiebenga (87), Nederlands architect

### 2 januari
- Fernand de Montigny (88), Belgisch hockeyer en schermer
- Tex Ritter (68), Amerikaanse country-zanger en acteur

### 3 januari
- Gino Cervi (72), Italiaans acteur

### 5 januari
- Béla Illés (78), Hongaars schrijver
- Felix Vodička (64), Tsjecho-Slowaaks literatuurhistoricus

### 6 januari
- David Alfaro Siqueiros (77), Mexicaans beeldend kunstenaar

### 11 januari
- Antonio Bautista (36), Filipijns gevechtspiloot en oorlogsheld

### 12 januari
- Patricia van Connaught (87), Brits prinses

### 13 januari
- Pierre Cox (58), Belgisch kunstschilder
- Salvador Novo (69), Mexicaans dichter en schrijver

### 21 januari
- Jan Arends (48), Nederlands schrijver en dichter
- Arnaud Denjoy (90), Frans wiskundige

### 22 januari
- Wim Bos (67), Nederlands kunstschilder

### 24 januari
- Jules Wabbes (54), Belgisch meubelontwerper

### 25 januari
- Hendrik Tabak (73), Nederlands ondernemer

### 26 januari
- Joe Benjamin (54), Amerikaans jazzmusicus

### 27 januari
- Marnix van Gavere (77), Belgisch dichter
- Leo Geyr von Schweppenburg (87), Duits militair

### 29 januari
- Jules Wabbes (54), Belgisch ontwerper

### 30 januari
- Jimmy Hogan (91), Engels voetballer en voetbaltrainer

### 31 januari
- Pedro Benítez (74), Paraguayaans voetballer
- Samuel Goldwyn (94), Amerikaans filmproducent
- Paul Haesaerts (72), Belgisch kunstenaar
- Glenn Morris (61), Amerikaans atleet

## Februari

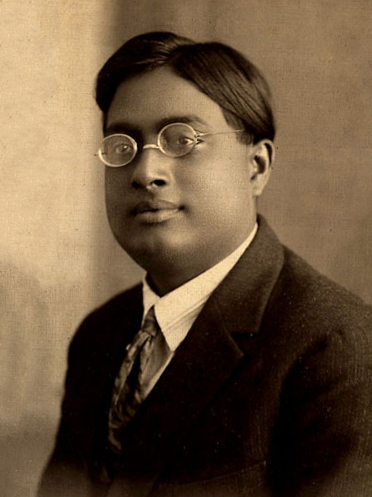
Satyendra Nath Bose
4 februari

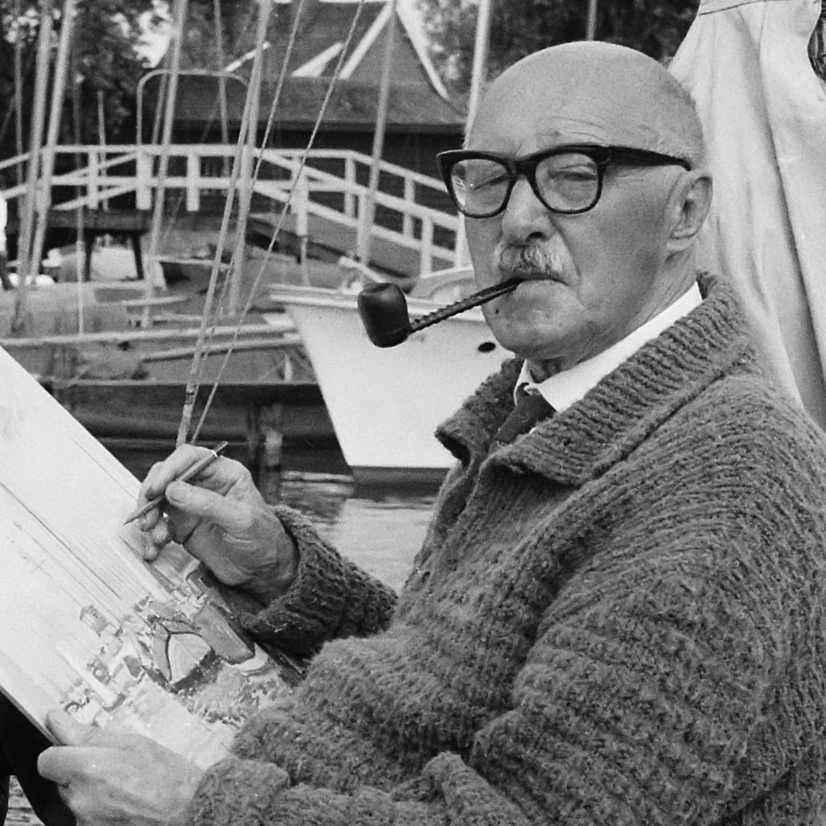
Bart Peizel
9 februari

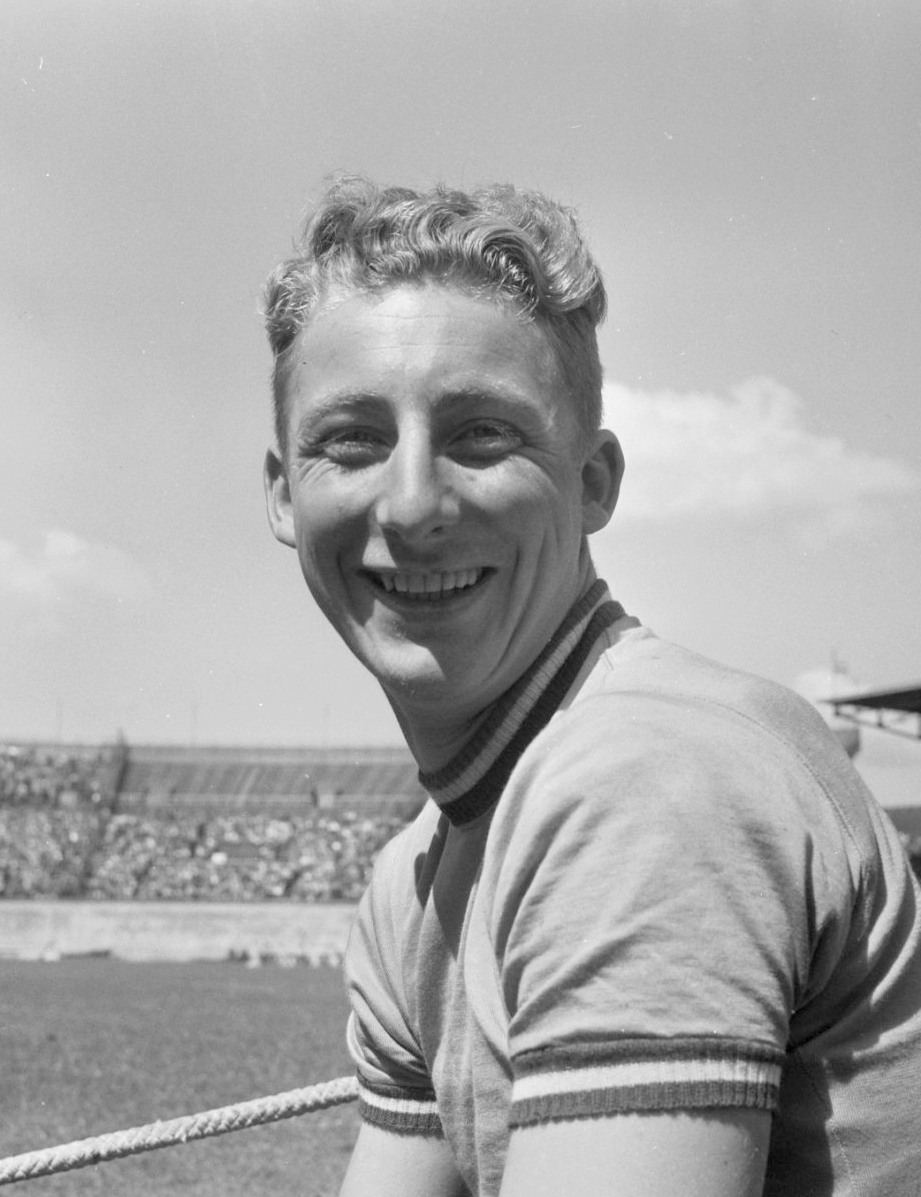
Jan Plantaz
11 februari

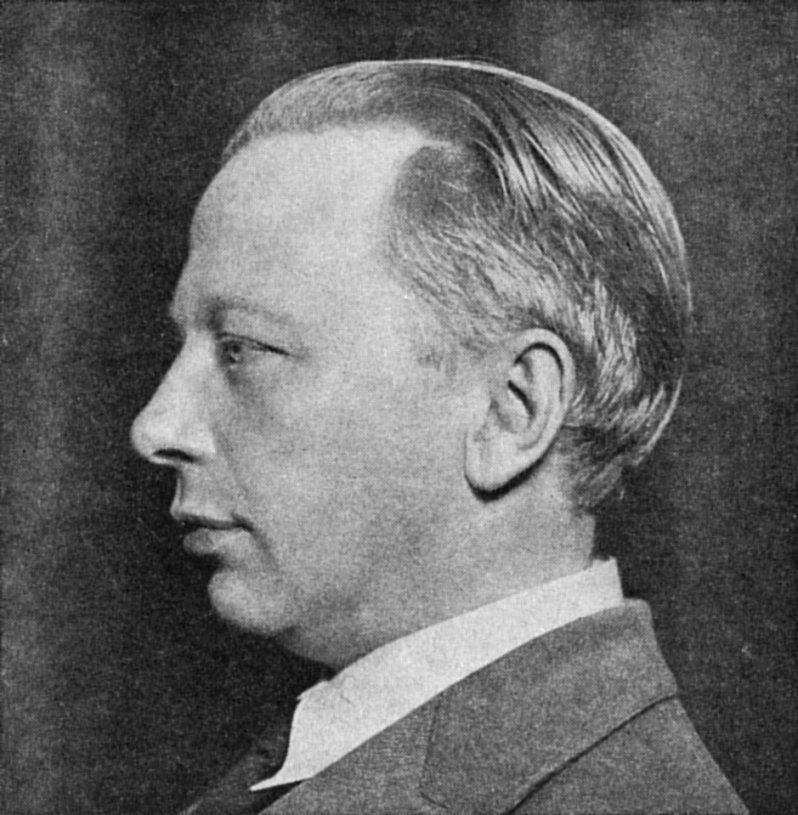
Kurt Atterberg
15 februari

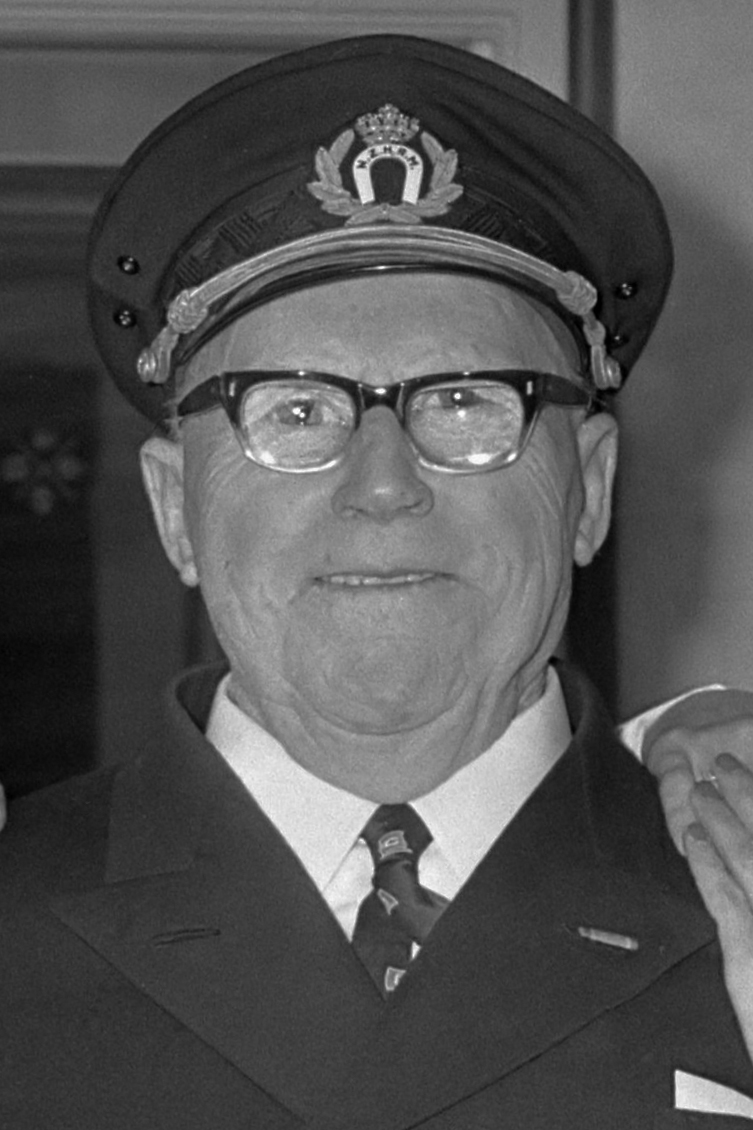
Mees Toxopeus
28 februari

| 1 | 2 | 3 | 4 | 5 | 6 | 7 | 8 | 9 | 10 | 11 | 12 | 13 | 14 | 15 | 16 | 17 | 18 | 19 | 20 | 21 | 22 | 23 | 24 | 25 | 26 | 27 | 28 |
| - | - | - | - | - | - | - | - | - | -- | -- | -- | -- | -- | -- | -- | -- | -- | -- | -- | -- | -- | -- | -- | -- | -- | -- | -- |

### 2 februari
- Jean Absil (80), Belgisch componist en muziekgeleerde
- Imre Lakatos (51), Hongaars wis- en natuurkundige
- Frank Messervy (80), Brits militair

### 3 februari
- Nico Verhoeven (48), Nederlands dichter

### 4 februari
- Satyendra Nath Bose (80), Indiaas natuurkundige
- Jozef Cools (47), Belgisch burgemeester

### 5 februari
- Kurt Atterberg (86), Zweeds componist
- Charlotte Bühler (80), Amerikaans psychologe

### 7 februari
- Wawrzyniec Cyl (73), Pools voetballer
- Léon Delhache (73), Belgisch politicus

### 8 februari
- Fritz Zwicky (75), Zwitsers astronoom

### 9 februari
- Henrik Samuel Nyberg (84), Zweeds oriëntalist
- Bart Peizel (86), Nederlands kunstschilder

### 10 februari
- Larry Binyon (65), Amerikaanse jazzmusicus
- Cees de Lange (60), Nederlands conferencier

### 11 februari
- Jan Plantaz (43), Nederlands wielrenner

### 15 februari
- Conel Alexander (64), Brits schaker
- Kurt Atterberg (86), Zweeds componist, dirigent en muziekrecensent
- Cyrille Van Hauwaert (90), Belgisch wielrenner
- George Snedecor (92), Amerikaans wiskundige

### 16 februari
- James Allard (84), Belgisch architect
- Alfred Mazure (59), Nederlands stripauteur
- Paul Struye (77), Belgisch politicus

### 18 februari
- Bernard Voorhoof (63), Belgisch voetballer

### 20 februari
- David Monrad Johansen (85), Noors componist

### 23 februari
- Dirk Decleir (31), Belgisch acteur
- Henk Olijve (49), Nederlands voetbalbestuurder

### 27 februari
- Ad Dekkers (35), Nederlands beeldhouwer

### 28 februari
- José Martínez Peralto (75), Spaans componist en violist
- Friedrich Piket (71), Amerikaans componist
- Mees Toxopeus (87), Nederlands schipper

## Maart

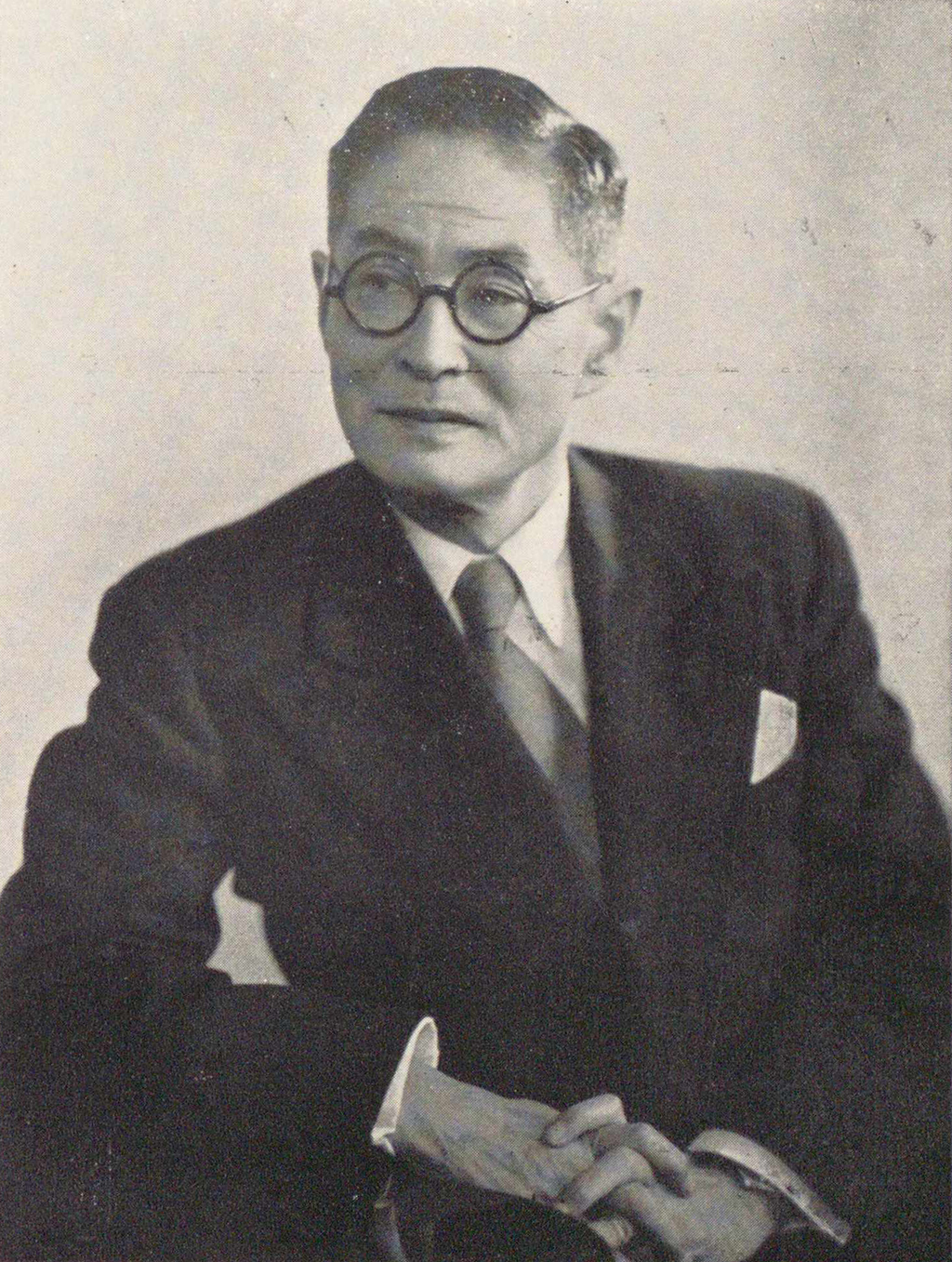
Kotaro Tanaka
1 maart

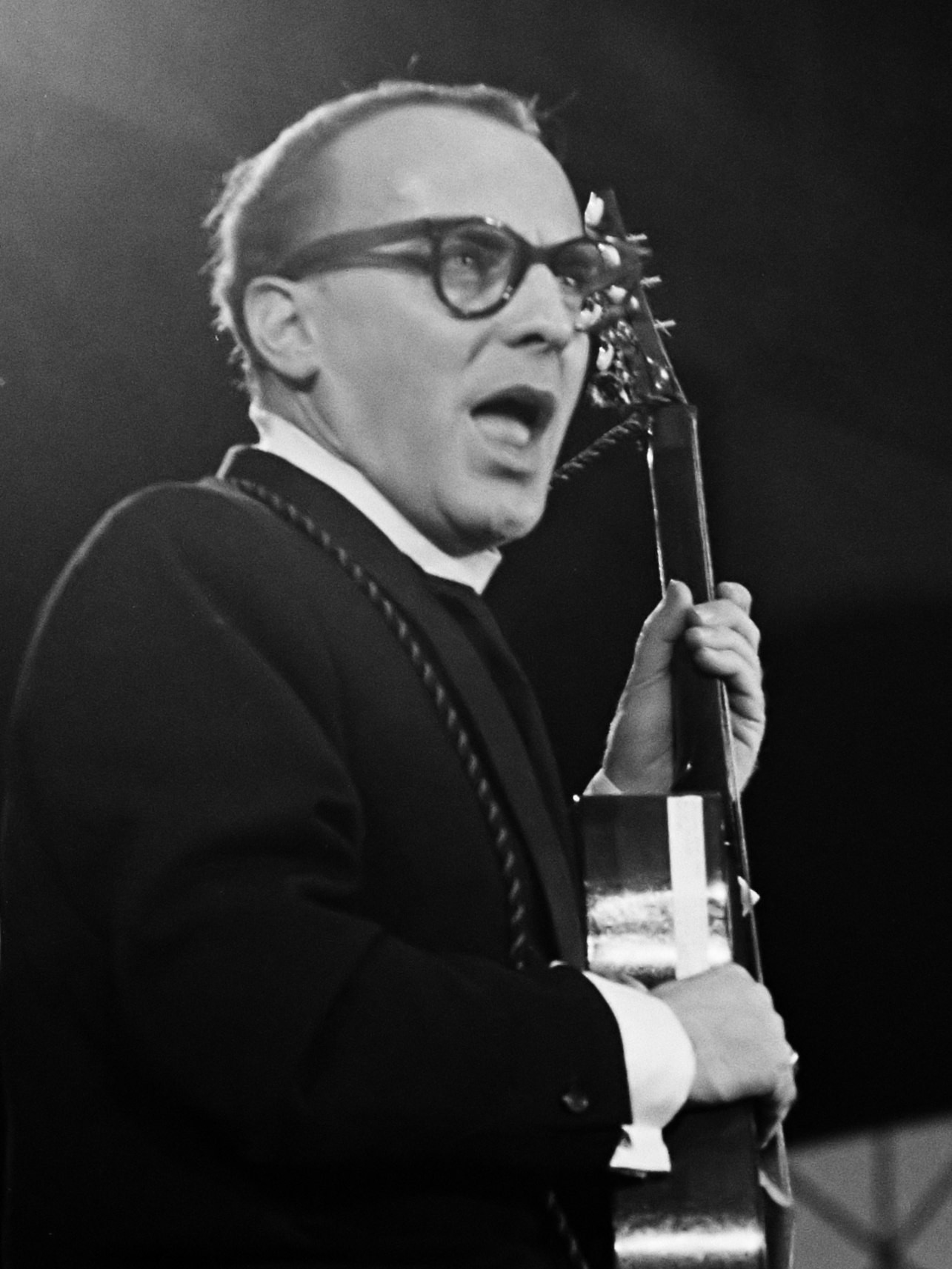
Wim Sonneveld
8 maart

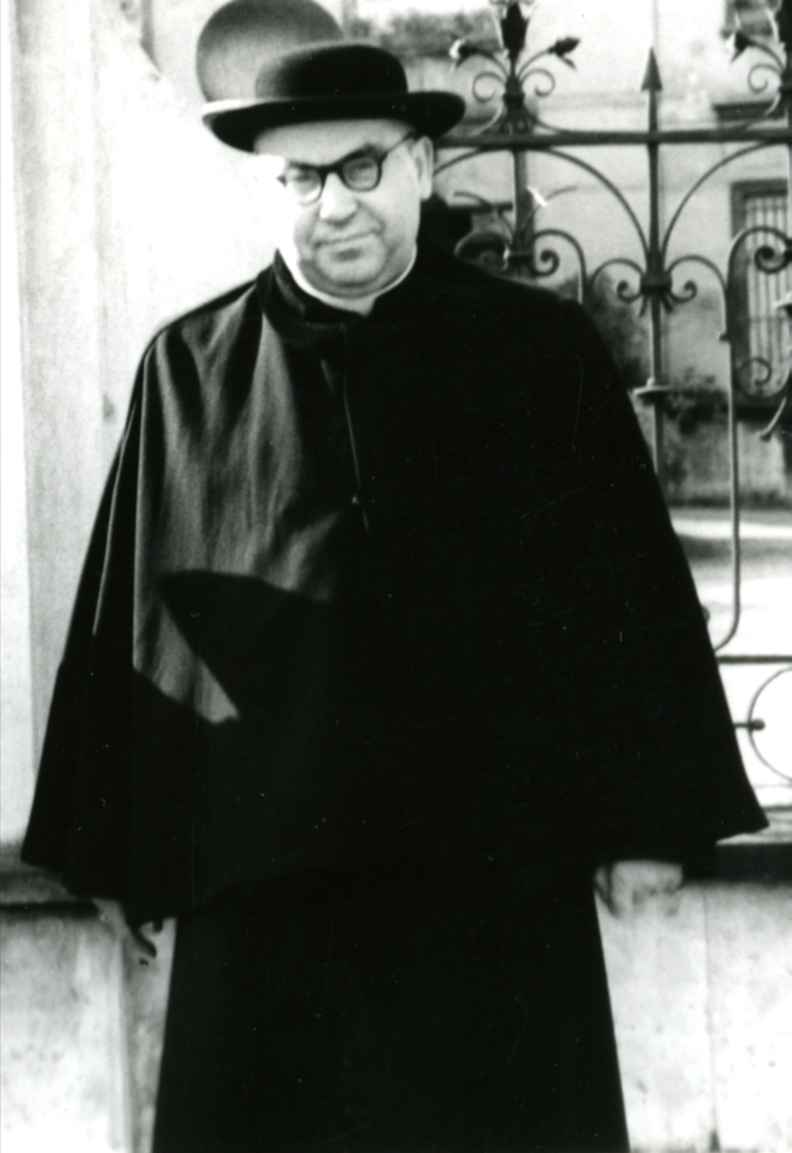
Bolesław Kominek
10 maart

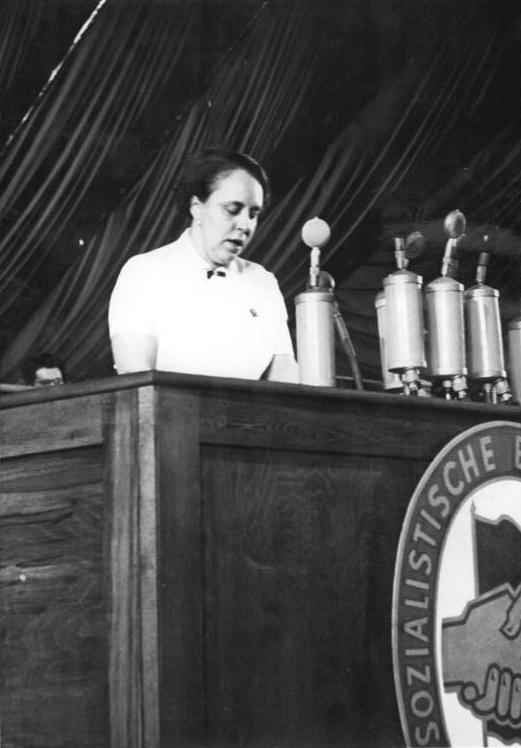
Hertta Kuusinen
18 maart

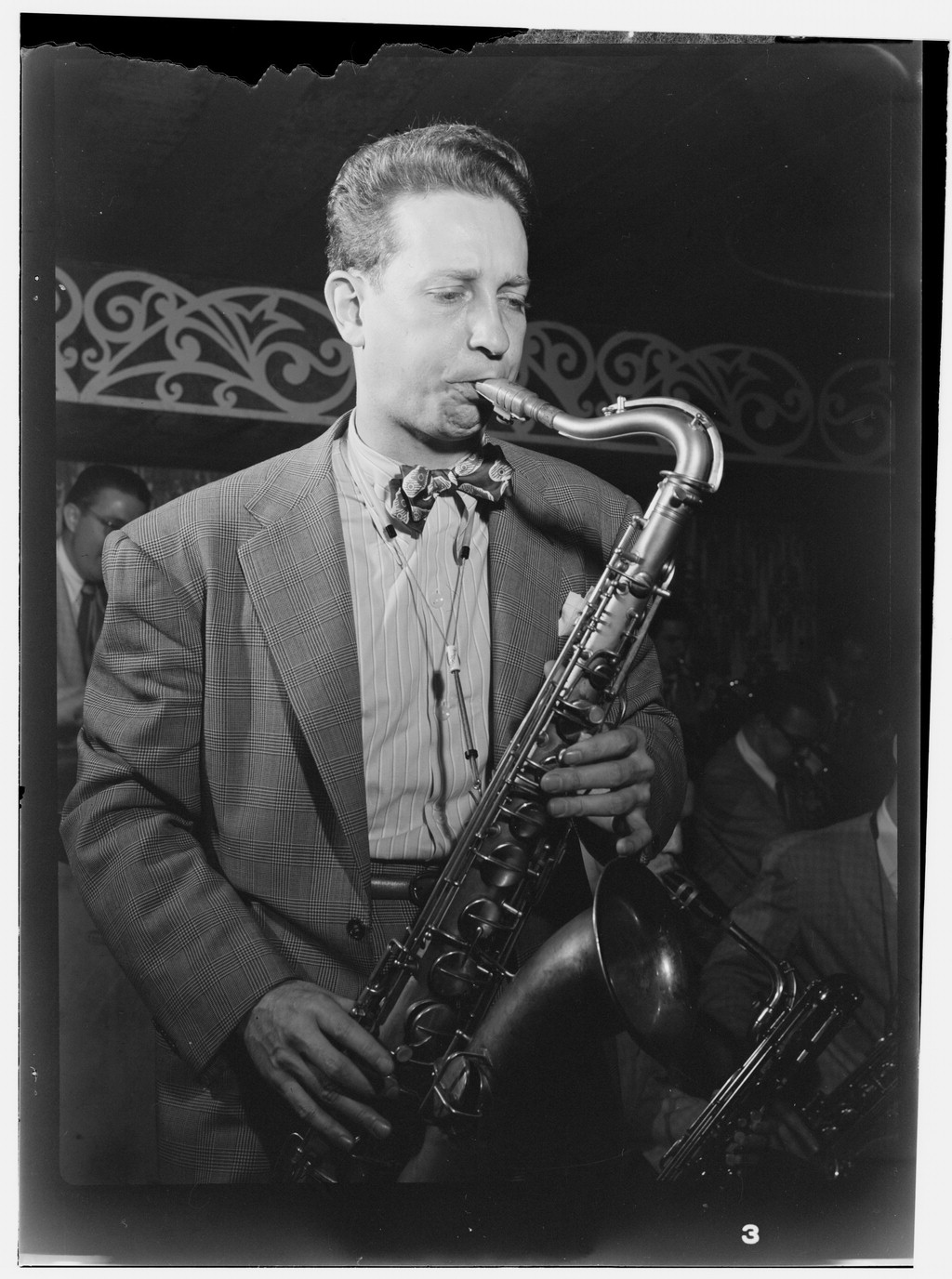
Sam Donahue
22 maart

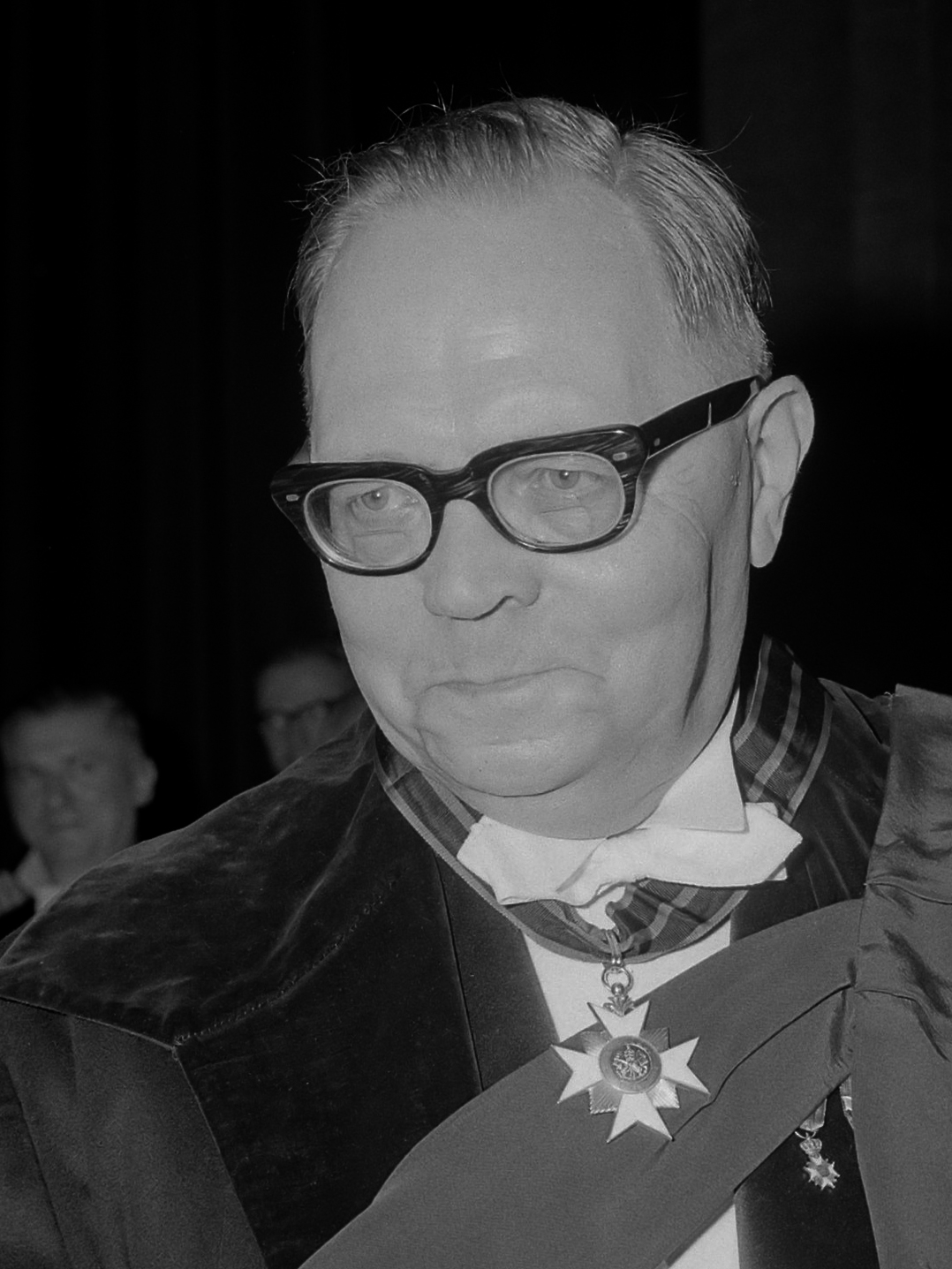
Lodewijk Rogier
30 maart

| 1 | 2 | 3 | 4 | 5 | 6 | 7 | 8 | 9 | 10 | 11 | 12 | 13 | 14 | 15 | 16 | 17 | 18 | 19 | 20 | 21 | 22 | 23 | 24 | 25 | 26 | 27 | 28 | 29 | 30 | 31 |
| - | - | - | - | - | - | - | - | - | -- | -- | -- | -- | -- | -- | -- | -- | -- | -- | -- | -- | -- | -- | -- | -- | -- | -- | -- | -- | -- | -- |

### 1 maart
- Jos De Haes (53), Belgisch dichter en radiomaker
- Kotaro Tanaka (83), Japans politicus en rechter

### 2 maart
- Salvador Puig Antich (25), Spaans-Catalaans activist en crimineel
- Emile Vergeylen (85), Belgisch politicus

### 3 maart
- Jan Hijzelendoorn sr. (69), Nederlands wielrenner

### 4 maart
- Bill Aston (73), Brits autocoureur
- Antoine Goffin (73), Belgisch politicus
- Adolph Gottlieb (70), Amerikaans kunstenaar
- Herman Van Breda (63), Belgisch filosoof

### 5 maart
- William Kinnear (93), Brits roeier

### 8 maart
- Chr.J. van Geel (56), Nederlands dichter
- Willem van Leusden (87), Nederlands kunstschilder
- Job Mutters (85), Nederlands voetbalscheidsrechter
- Wim Sonneveld (56), Nederlands cabaretier

### 9 maart
- Earl Wilbur Sutherland Jr. (58), Amerikaans farmacoloog

### 10 maart
- Bolesław Kominek (70), Pools kardinaal
- Quinto Maganini (76), Amerikaans componist
- Henri Van Doninck (66), Belgisch politicus

### 12 maart
- Dio Huysmans (86), Nederlands acteur en toneelregisseur
- Saal van Zwanenberg (84), Nederlands ondernemer

### 13 maart
- Jan Kalff (72), Nederlands burgemeester en verzetsstrijder
- Petrus Johannes Veltman (89), Nederlands geestelijke
- Frans de Vreng (75), Nederlands wielrenner

### 14 maart
- Floyd Bean (69), Amerikaans jazzpianist

### 16 maart
- Johannes Willem Ooms (60), Nederlands schrijver

### 17 maart
- Louis Kahn (73), Amerikaans architect

### 18 maart
- Jan Broekhuis (73), Nederlands componist
- Hertta Kuusinen (70), Fins politica

### 19 maart
- Edward Platt (58), Amerikaans acteur

### 22 maart
- Sam Donahue (56), Amerikaans bigbandleider en musicus
- Jan Goudriaan (80), Nederlands bestuurder
- Peter Revson (35), Amerikaans autocoureur

### 23 maart
- Leo Jungblut (81), Nederlands beeldhouwer

### 24 maart
- Norman Richardson (68), Brits componist

### 26 maart
- Werner Kohlmeyer (49), Duits voetballer

### 28 maart
- Françoise Rosay (82), Frans actrice
- Salomon de Vries jr. (80), Nederlands hoorspelschrijver en -regisseur

### 30 maart
- Willem Hendrik van den Bos (77), Nederlands-Zuid-Afrikaans astronoom
- Lodewijk Rogier (79), Nederlands historicus
- Karel Struijs (81), Nederlands waterpolospeler
- Charles Willems (66), Belgisch politicus

### 31 maart
- Victor Boin (88), Belgisch waterpolospeler, zwemmer en schermer
- Karl Hohmann (65), Duits voetballer en trainer

## April

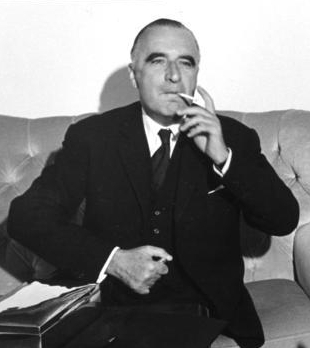
Georges Pompidou
2 april

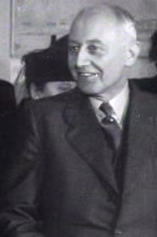
Willem Dudok
6 april

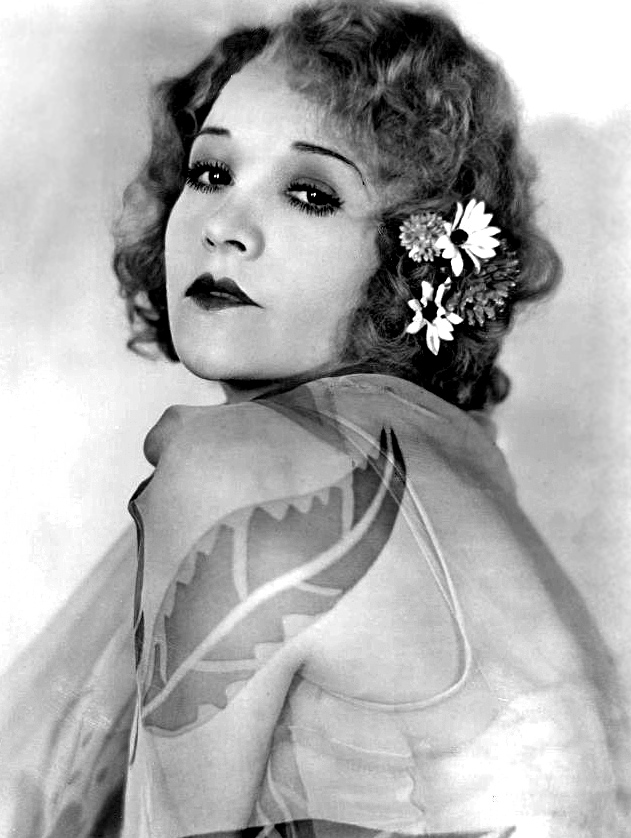
Betty Compson
18 april

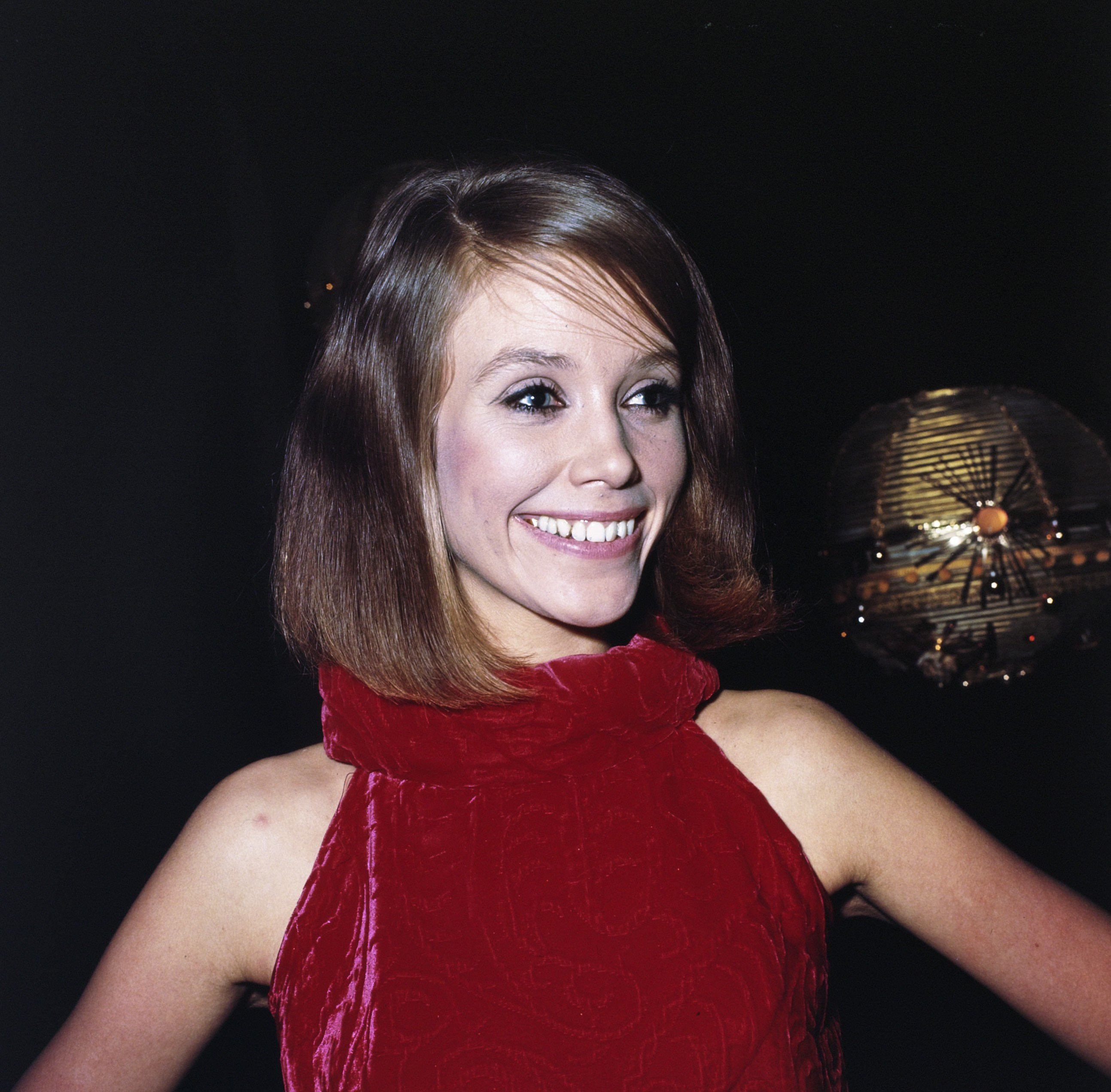
Loesje Hamel
18 april

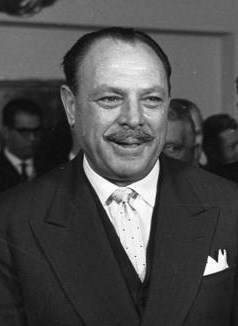
Mohammed Ayub Khan
19 april

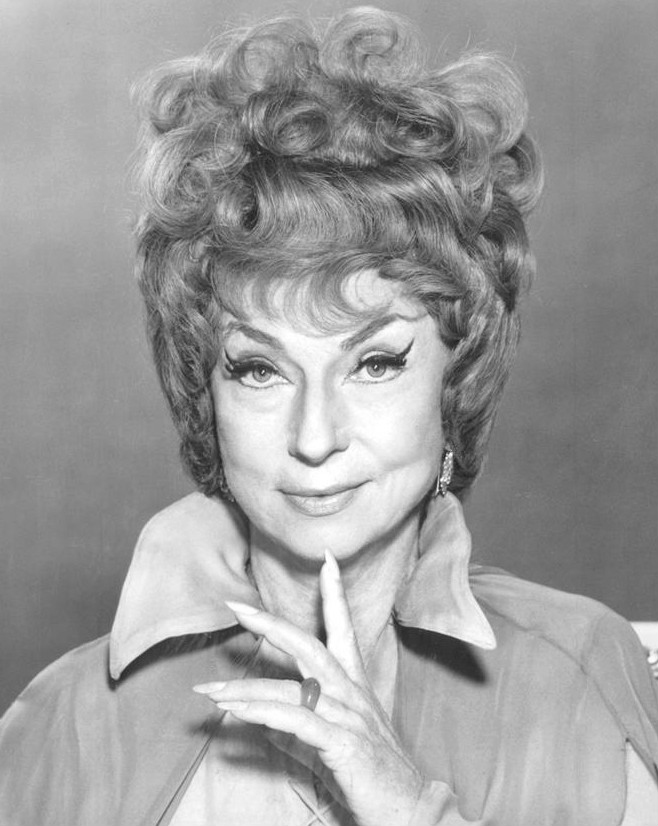
Agnes Moorehead
30 april

| 1 | 2 | 3 | 4 | 5 | 6 | 7 | 8 | 9 | 10 | 11 | 12 | 13 | 14 | 15 | 16 | 17 | 18 | 19 | 20 | 21 | 22 | 23 | 24 | 25 | 26 | 27 | 28 | 29 | 30 |
| - | - | - | - | - | - | - | - | - | -- | -- | -- | -- | -- | -- | -- | -- | -- | -- | -- | -- | -- | -- | -- | -- | -- | -- | -- | -- | -- |

### 2 april
- Nout van Dullemen (81), Nederlands jurist
- Georges Pompidou (62), president van Frankrijk
- Victor Stuyvaert (77), Belgisch grafisch ontwerper

### 3 april
- Cora Sandel (93), Noors schrijfster

### 6 april
- Willem Dudok (89), Nederlands architect

### 7 april
- Denis Murphy (63), Iers violist

### 8 april
- Johan Philip de Monté ver Loren (72), Nederlands rechtshistoricus

### 12 april
- Fud Candrix (65), Belgisch jazzmusicus
- Henriette Polak (80), Nederlands bestuurder

### 14 april
- Jan Beerekamp (56), Nederlands politicus

### 15 april
- Irene van Griekenland (70), prinses van Griekenland en Denemarken

### 17 april
- Luigi Annoni (83), Italiaans wielrenner
- Jan Herman Semmelink (85), Nederlands theoloog

### 18 april
- Betty Compson (77), Amerikaans actrice
- Loesje Hamel (35), Nederlands model
- Marcel Pagnol (79), Frans schrijver, toneelschrijver, en filmregisseur

### 19 april
- Ali Neffati (79), Tunesisch wielrenner
- Mohammed Ayub Khan (66), president van Pakistan

### 20 april
- Richard Huelsenbeck (81), Duits medicus

### 21 april
- Rinze Hamstra (78), Nederlands kunstenaar

### 24 april
- Bud Abbott (78), Amerikaans acteur
- Jean Neybergh (79), Belgisch politicus
- Henri Johan van der Schroeff (73), Nederlands bedrijfskundige

### 25 april
- Guus Lutjens (89), Nederlands voetballer

### 29 april
- Kasper Niehaus (84), Nederlands kunstenaar
- F. Leslie Statham (68), Brits componist en dirigent

### 30 april
- Agnes Moorehead (73), Amerikaans actrice

## Mei

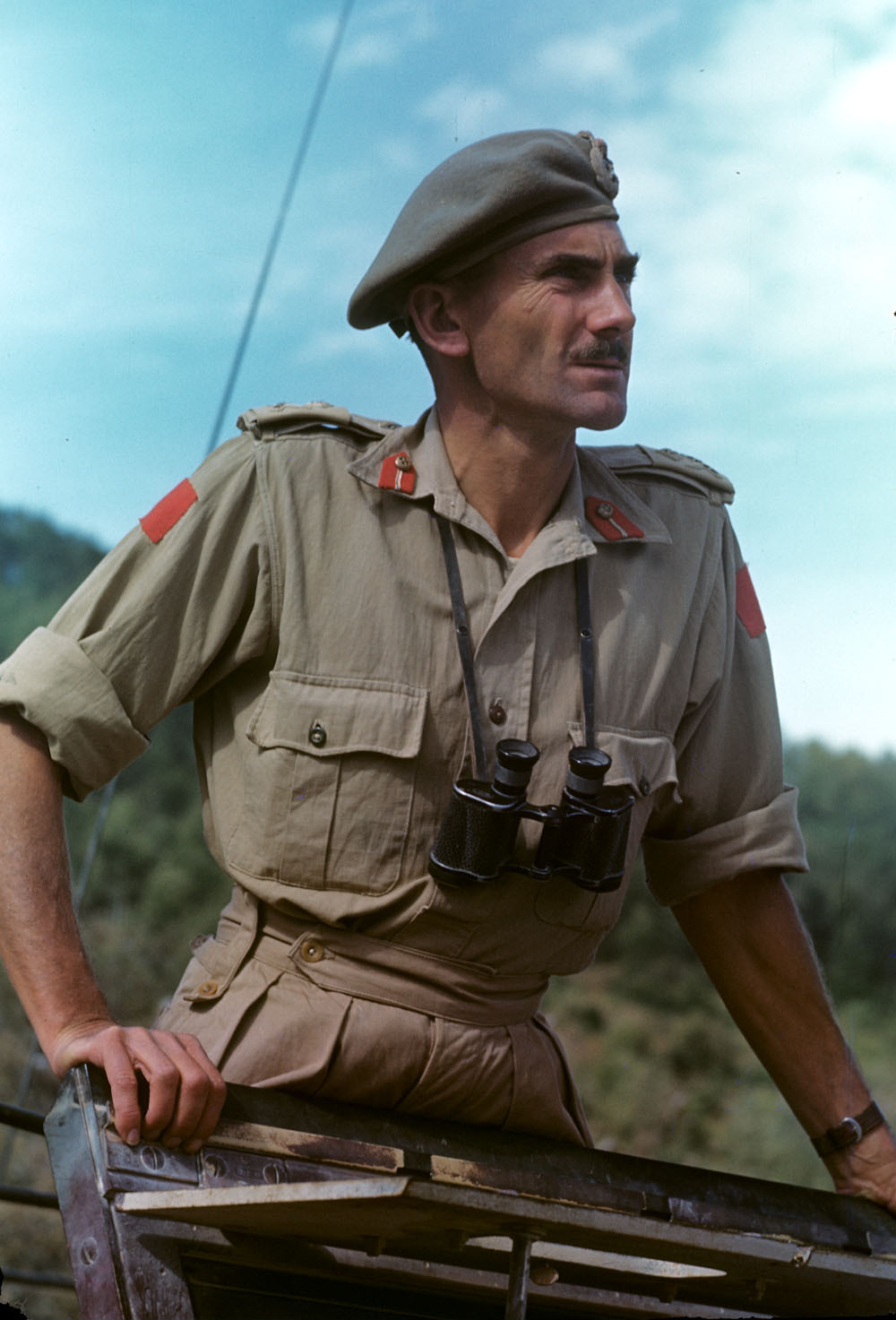
Guy Simonds
15 mei

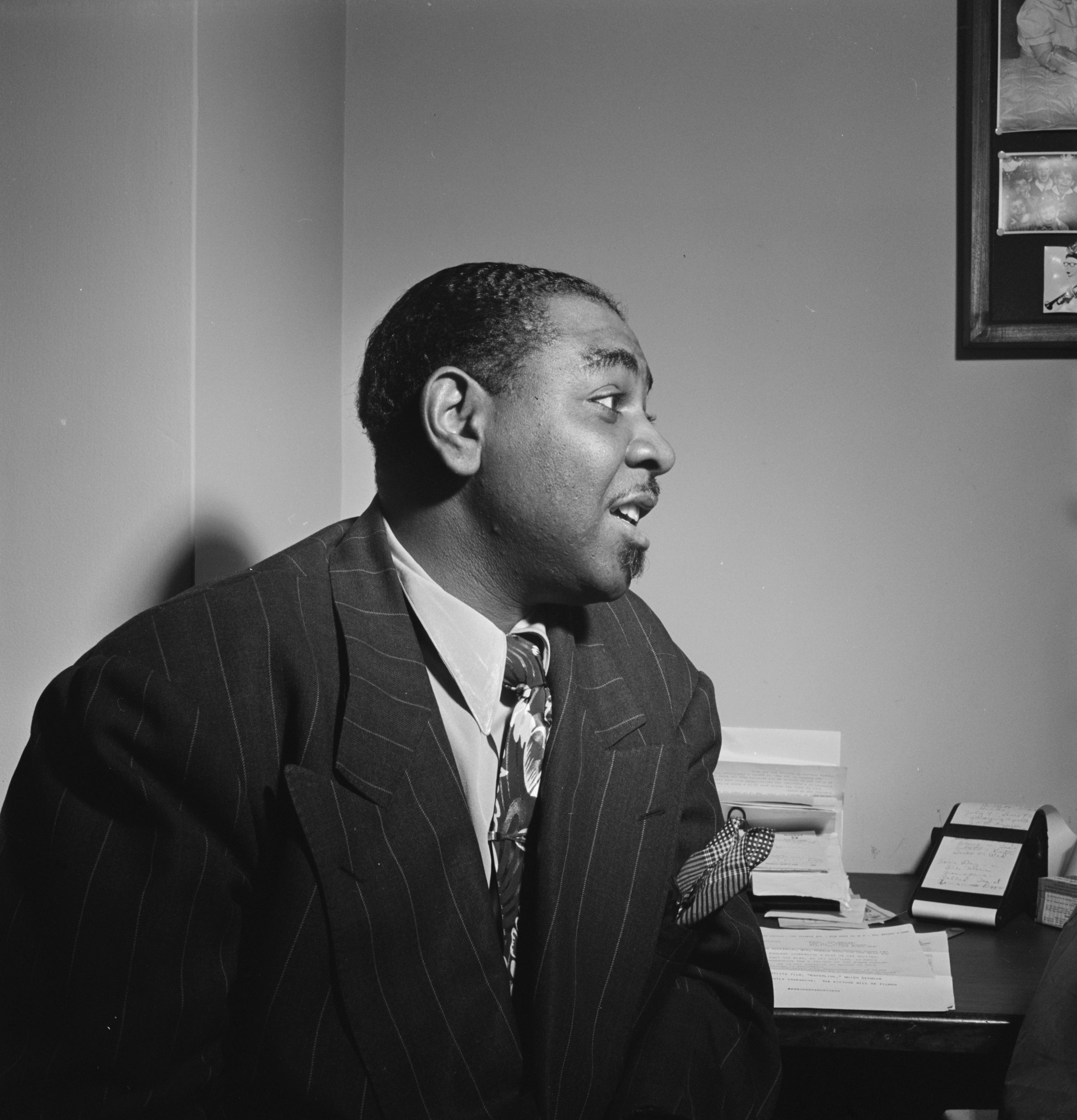
Tyree Glenn
18 mei

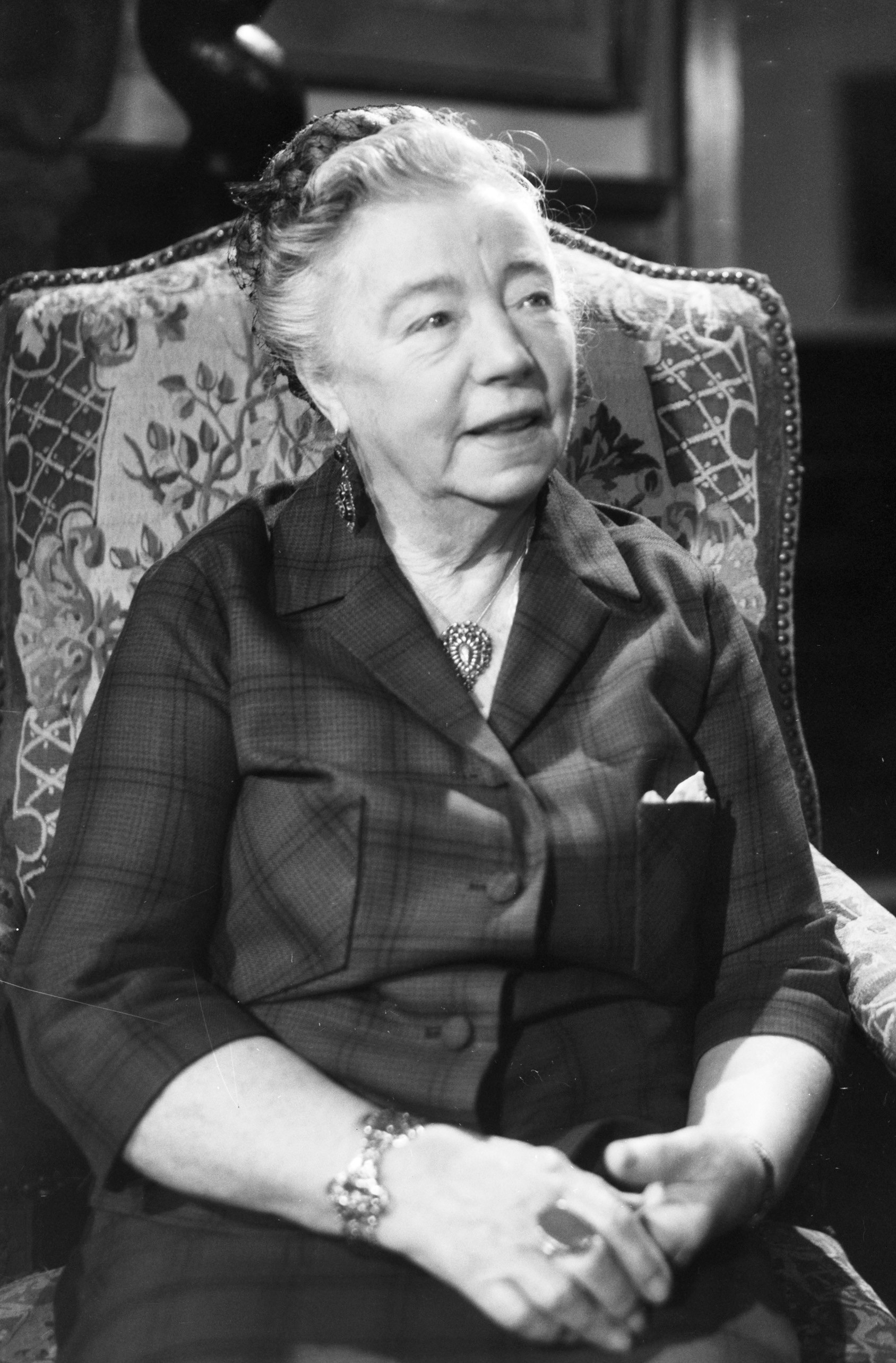
Aaf Bouber
23 mei

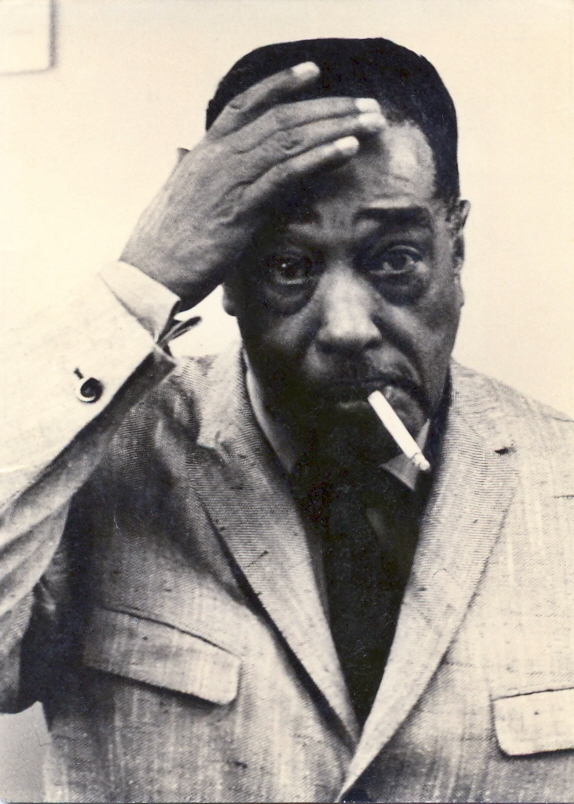
Duke Ellington
24 mei

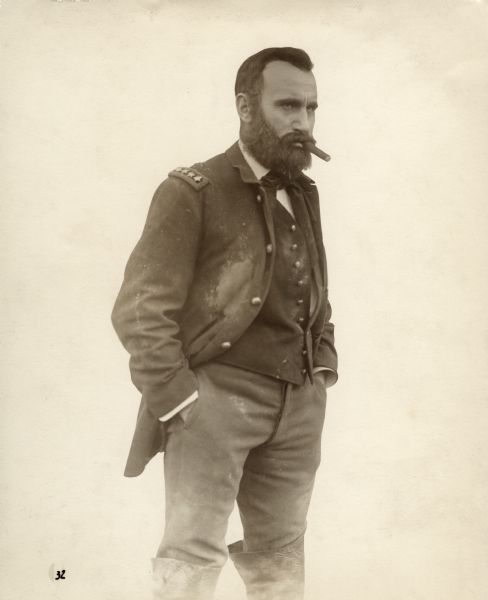
Donald Crisp
25 mei

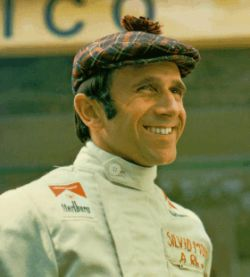
Silvio Moser
26 mei

| 1 | 2 | 3 | 4 | 5 | 6 | 7 | 8 | 9 | 10 | 11 | 12 | 13 | 14 | 15 | 16 | 17 | 18 | 19 | 20 | 21 | 22 | 23 | 24 | 25 | 26 | 27 | 28 | 29 | 30 | 31 |
| - | - | - | - | - | - | - | - | - | -- | -- | -- | -- | -- | -- | -- | -- | -- | -- | -- | -- | -- | -- | -- | -- | -- | -- | -- | -- | -- | -- |

### 1 mei
- Willy Rex (57), Nederlands tekstschrijver

### 4 mei
- Maurice Ewing (67), Amerikaans geofysicus
- Marvin Pifer (46), Amerikaans autocoureur

### 7 mei
- Gustaf Dyrsch (83), Zweeds ruiter
- Hans Van Werveke (76), Belgisch historicus
- Floor Wibaut jr. (86), Nederlands politicus

### 9 mei
- Willem Steigenga (60), Nederlands planoloog

### 10 mei
- Lionel Bauwens (81), Belgisch straatmuzikant
- Jules Massonnet (94), Belgisch politicus
- Hal Mohr (79), Amerikaans cineast

### 11 mei
- Cor Borst (83), Nederlands politicus

### 13 mei
- Denny Shute (69), Amerikaans golfer
- Armand Louis Jean Sunier (87), Nederlands bioloog
- Jaime Torres Bodet (72), Mexicaans schrijver, diplomaat en politicus

### 15 mei
- Paul Gonsalves (53), Amerikaans jazzsaxofonist
- Guy Simonds (71), Canadees militair

### 18 mei
- Tyree Glenn (61), Amerikaans trombonist
- Thomas Henry Moray (81), Amerikaans uitvinder

### 19 mei
- Joseph Hillen (74), Nederlands politicus

### 20 mei
- Jean Daniélou (69), Frans kardinaal en historicus

### 21 mei
- Lily Kronberger (83), Hongaars kunstschaatsster

### 23 mei
- Aaf Bouber (88), Nederlands actrice

### 24 mei
- Clyde Cowan (54), Amerikaans natuurkundige
- Duke Ellington (75), Amerikaans jazzpianist en orkestleider
- Kamiel Festraets (70), Belgisch uurwerkmaker

### 25 mei
- Donald Crisp (93), Amerikaans acteur

### 26 mei
- Silvio Moser (33), Zwitsers autocoureur

### 28 mei
- Willem van Tijen (80), Nederlands architect

### 29 mei
- Jean Konings (88), Belgisch atleet

## Juni

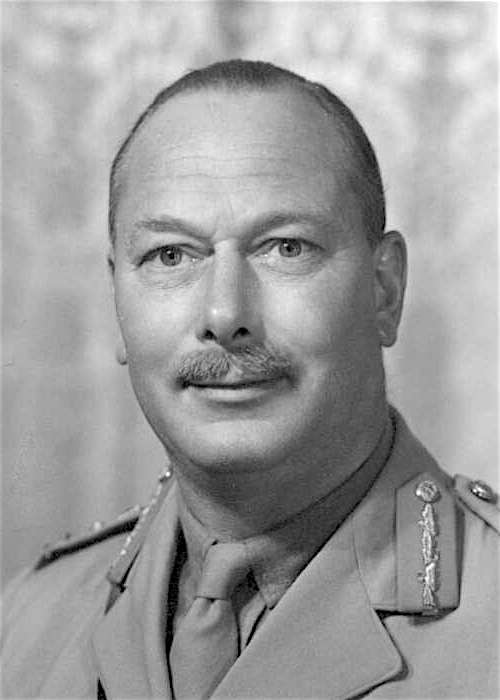
Hendrik van Gloucester
10 juni

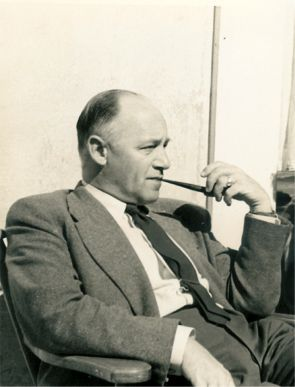
Ad Lazonder
10 juni

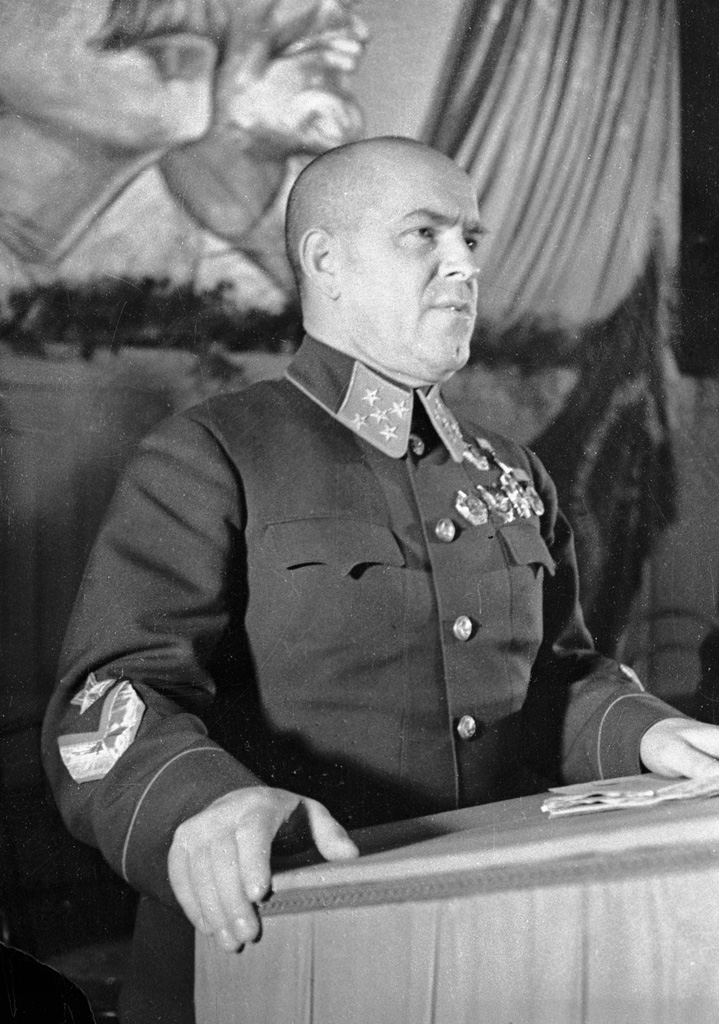
Georgi Zjoekov
18 juni

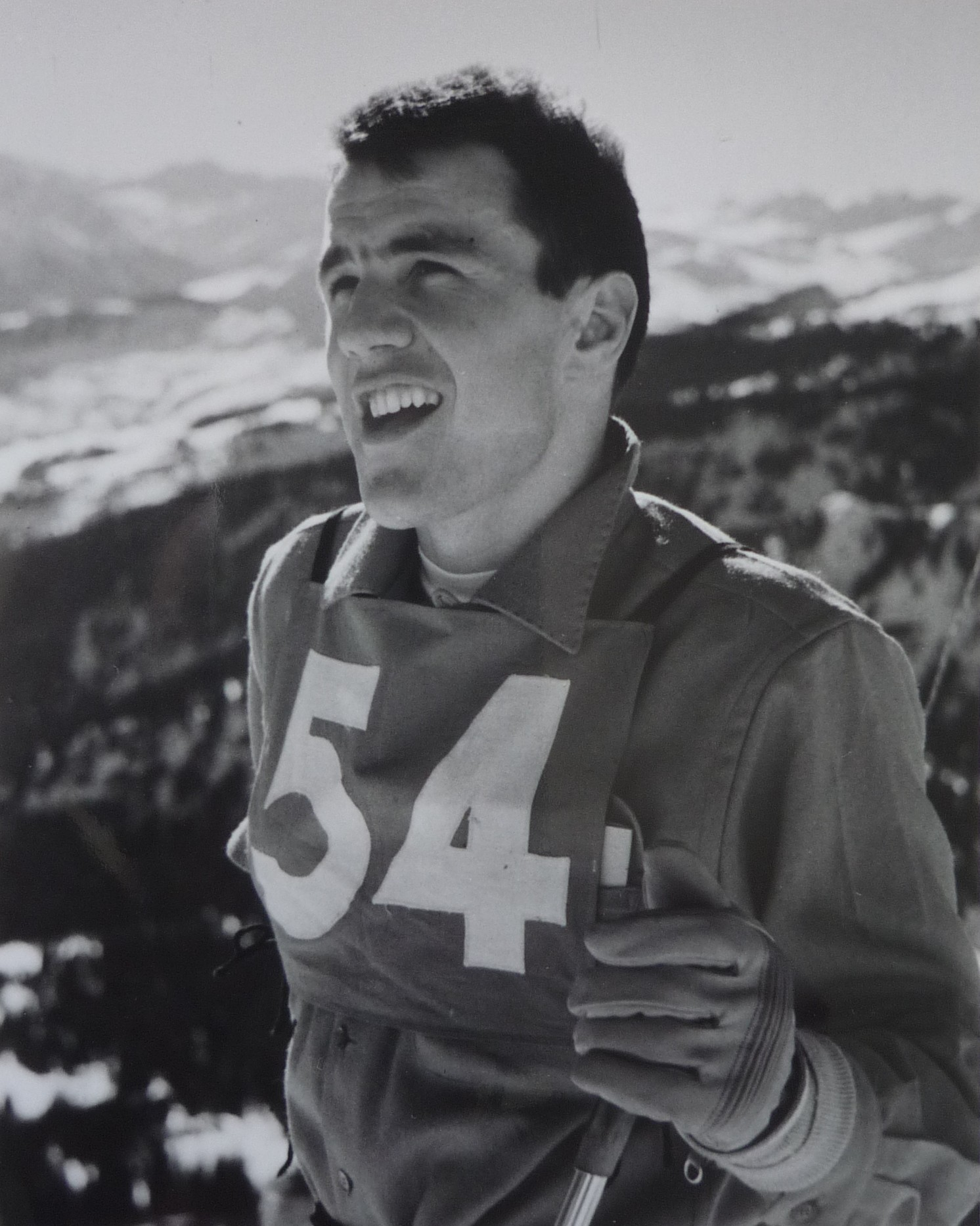
Roger Staub
30 juni

| 1 | 2 | 3 | 4 | 5 | 6 | 7 | 8 | 9 | 10 | 11 | 12 | 13 | 14 | 15 | 16 | 17 | 18 | 19 | 20 | 21 | 22 | 23 | 24 | 25 | 26 | 27 | 28 | 29 | 30 |
| - | - | - | - | - | - | - | - | - | -- | -- | -- | -- | -- | -- | -- | -- | -- | -- | -- | -- | -- | -- | -- | -- | -- | -- | -- | -- | -- |

### 9 juni
- Miguel Ángel Asturias (74), Guatemalteeks schrijver
- Georges Moeckli (85), Zwitsers politicus

### 10 juni
- Hendrik van Gloucester (74), lid Britse adel
- Ad Lazonder (65), Nederlands predikant

### 11 juni
- Eurico Gaspar Dutra (91), president van Brazilië

### 12 juni
- André Marie (76), Frans politicus

### 14 juni
- Henri de Greeve (81), Nederlands priester
- Knud Jeppesen (81), Deens componist

### 17 juni
- Pauline Carton (89), Frans actrice
- Charles Keightley (72), Brits militair

### 18 juni
- Júlio César de Mello e Souza (79), Braziliaans schrijver
- Georgi Zjoekov (77), Sovjet-Russisch militair leider

### 20 juni
- Horace Lindrum (62), Australisch biljartspeler

### 21 juni
- Pieter Lambrechts (63), Belgisch politicus

### 22 juni
- Jean Fonteyne (75), Belgisch politicus
- Darius Milhaud (81), Frans componist

### 25 juni
- Arthur Gailly (82), Belgisch politicus

### 26 juni
- Evarist De Buck (82), Belgisch kunstschilder

### 28 juni
- Vannevar Bush (84), Amerikaans wetenschapper

### 29 juni
- Antoon Fimmers (61), Belgisch politicus
- Isaak Martinus van der Vlerk (82), Nederlands geoloog

### 30 juni
- Eddie Johnson (55), Amerikaans autocoureur
- Emmanuel Looten (65), Frans-Belgisch dichter
- Roger Staub (37), Zwitsers alpineskiër

## Juli

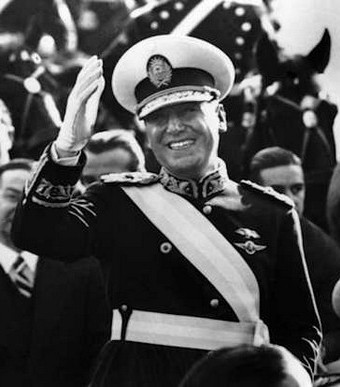
Juan Perón
1 juli

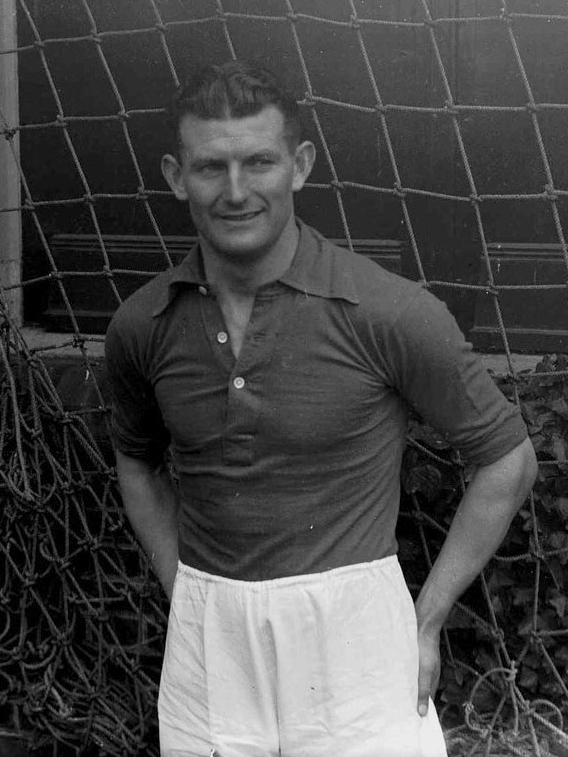
Kick Smit
1 juli

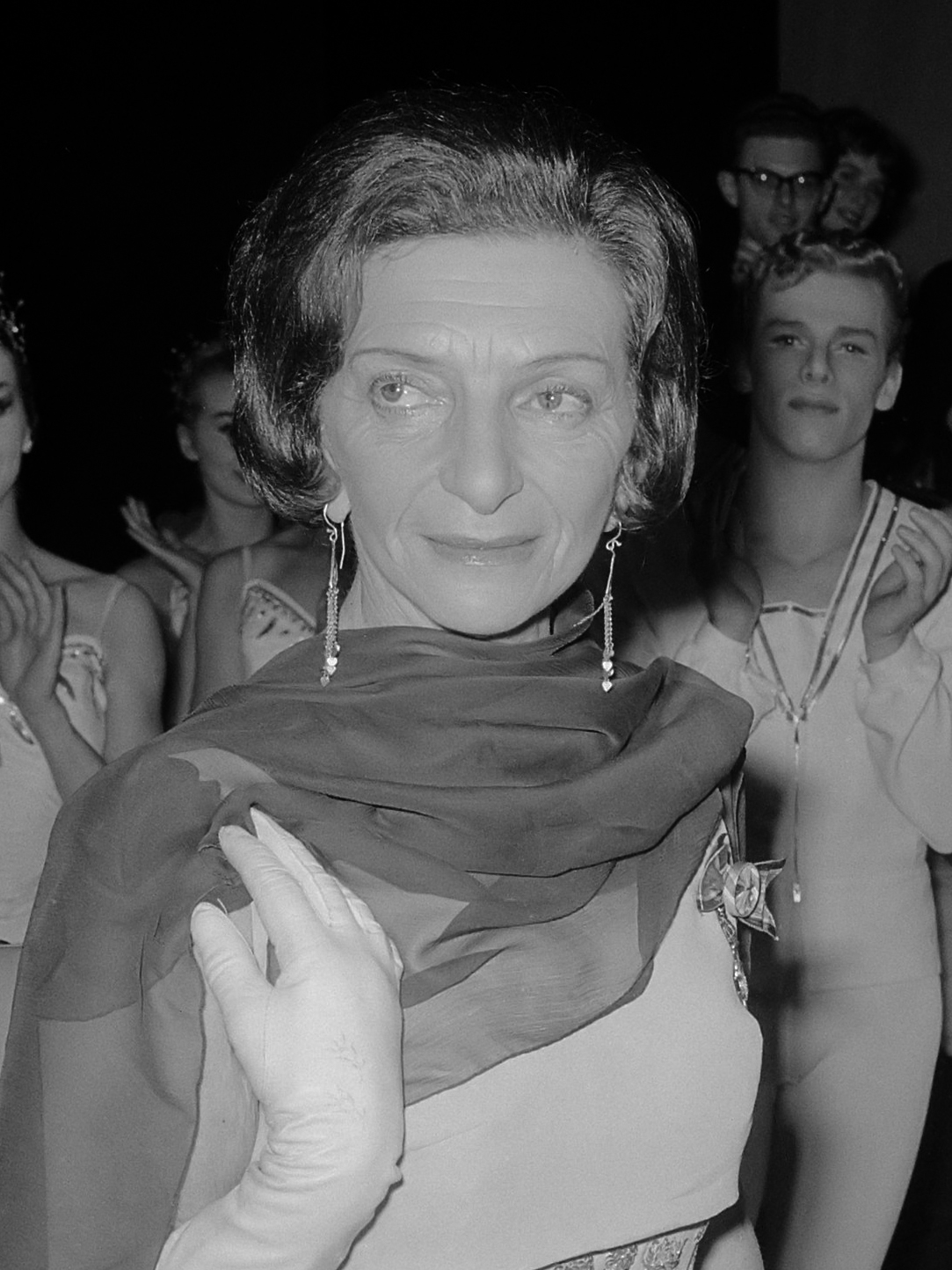
Sonia Gaskell
9 juli

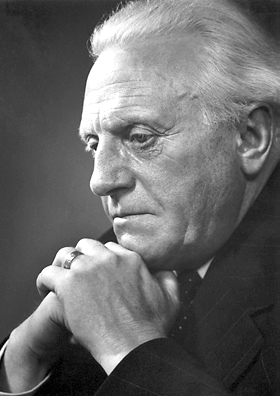
Pär Lagerkvist
11 juli

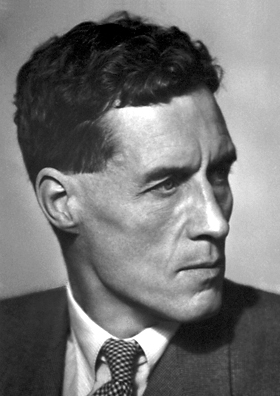
Patrick Blackett
13 juli

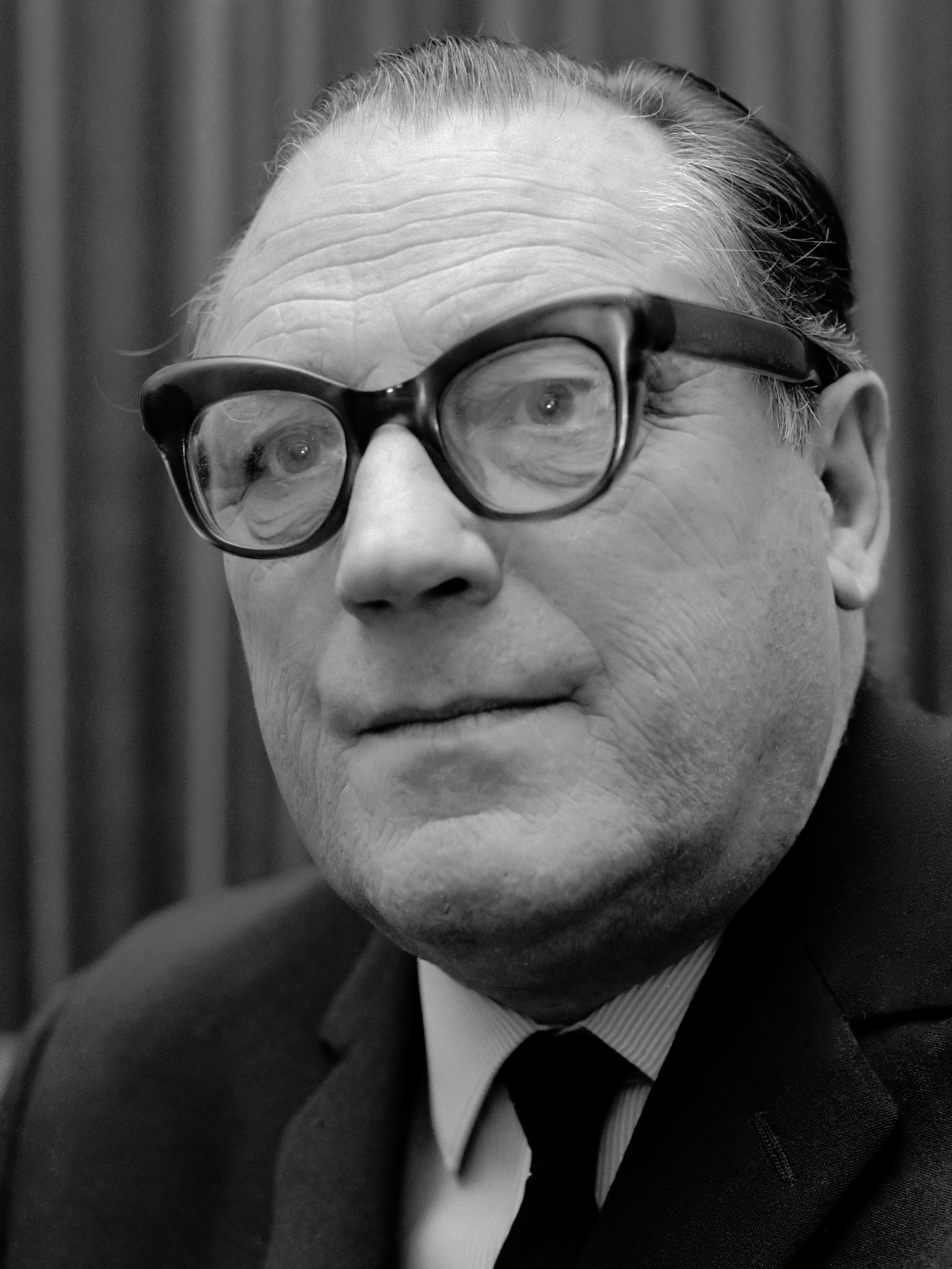
Willem Hussem
21 juli

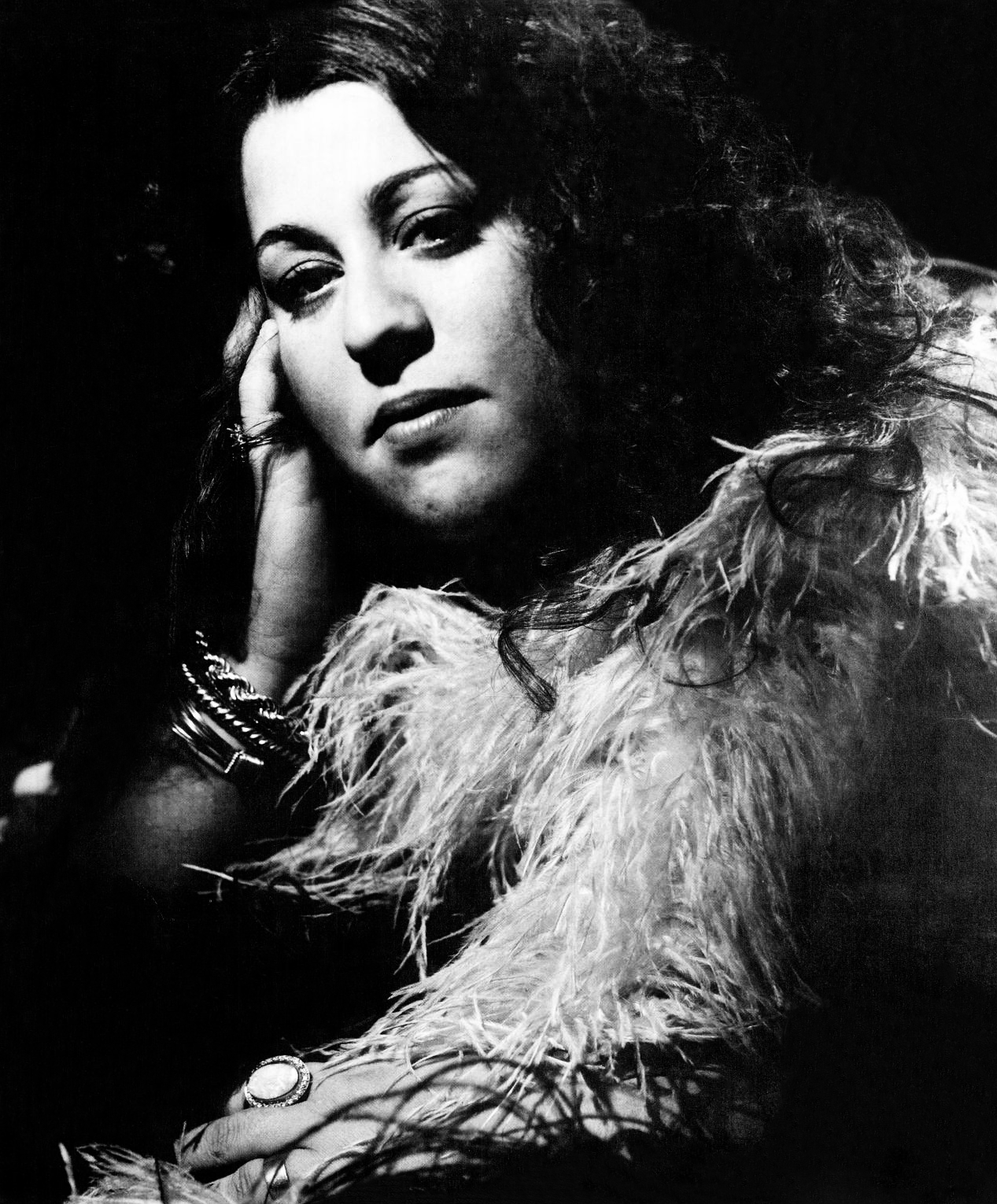
Cass Elliot
29 juli

| 1 | 2 | 3 | 4 | 5 | 6 | 7 | 8 | 9 | 10 | 11 | 12 | 13 | 14 | 15 | 16 | 17 | 18 | 19 | 20 | 21 | 22 | 23 | 24 | 25 | 26 | 27 | 28 | 29 | 30 | 31 |
| - | - | - | - | - | - | - | - | - | -- | -- | -- | -- | -- | -- | -- | -- | -- | -- | -- | -- | -- | -- | -- | -- | -- | -- | -- | -- | -- | -- |

### 1 juli
- Juan Perón (78), Argentijns president
- Kick Smit (62), Nederlands voetballer

### 2 juli
- Fons Pelser (81), Nederlands voetballer
- Toon van Welsenes (50), Nederlands atleet

### 4 juli
- Frits Diepen (58), Nederlands ondernemer en luchtvaartpionier
- Amin al-Hoesseini (79), Palestijns geestelijke en politiek leider
- Gaston Mercier (42), Frans roeier

### 5 juli
- Georgette Heyer (71), Brits schrijfster

### 6 juli
- Francis Blanche (52), Frans acteur

### 9 juli
- James Bausch (68), Amerikaans atleet
- Sonia Gaskell (70), Nederlands choreografe en danspedagoge
- Earl Warren (83), Amerikaans rechter en politicus

### 11 juli
- Luc Indestege (73), Belgisch dichter en schrijver
- Pär Lagerkvist (83), Zweeds schrijver
- Karel Maes (73), Belgisch kunstenaar
- Menno van Meeteren Brouwer (91), Nederlands kunstschilder en illustrator

### 12 juli
- Joeri Annenkov (84), Russisch kunstschilder

### 13 juli
- Patrick Blackett (76), Brits natuurkundige
- Christian Elling (72), Deens kunsthistoricus
- Christiaan van Schaumburg-Lippe (76), lid Duitse adel

### 15 juli
- Christine Chubbuck (29), Amerikaans televisiepresentatrice
- Jozef Weyns (61), Belgisch heemkundige

### 20 juli
- Luitzen Johannes Oosterhoff (67), Nederlands scheikundige
- Jan Pouwels (76), Nederlands componist

### 21 juli
- Chris Blignaut (77), Zuid-Afrikaans zanger
- Willem Hussem (74), Nederlands kunstenaar en dichter
- Jacob Jongbloed (79), Nederlands medicus en uitvinder

### 24 juli
- James Chadwick (82), Brits natuurkundige

### 26 juli
- Samuel De Vriendt (89), Belgisch kunstschilder

### 27 juli
- Joop Pelser (82), Nederlands voetballer

### 29 juli
- Cass Elliot (32), Amerikaans zangeres
- Erich Kästner (75), Duits schrijver

### 30 juli
- Lev Knipper (75), Russisch componist

### 31 juli
- Werner Giger (25), Zwitsers motorcoureur

## Augustus

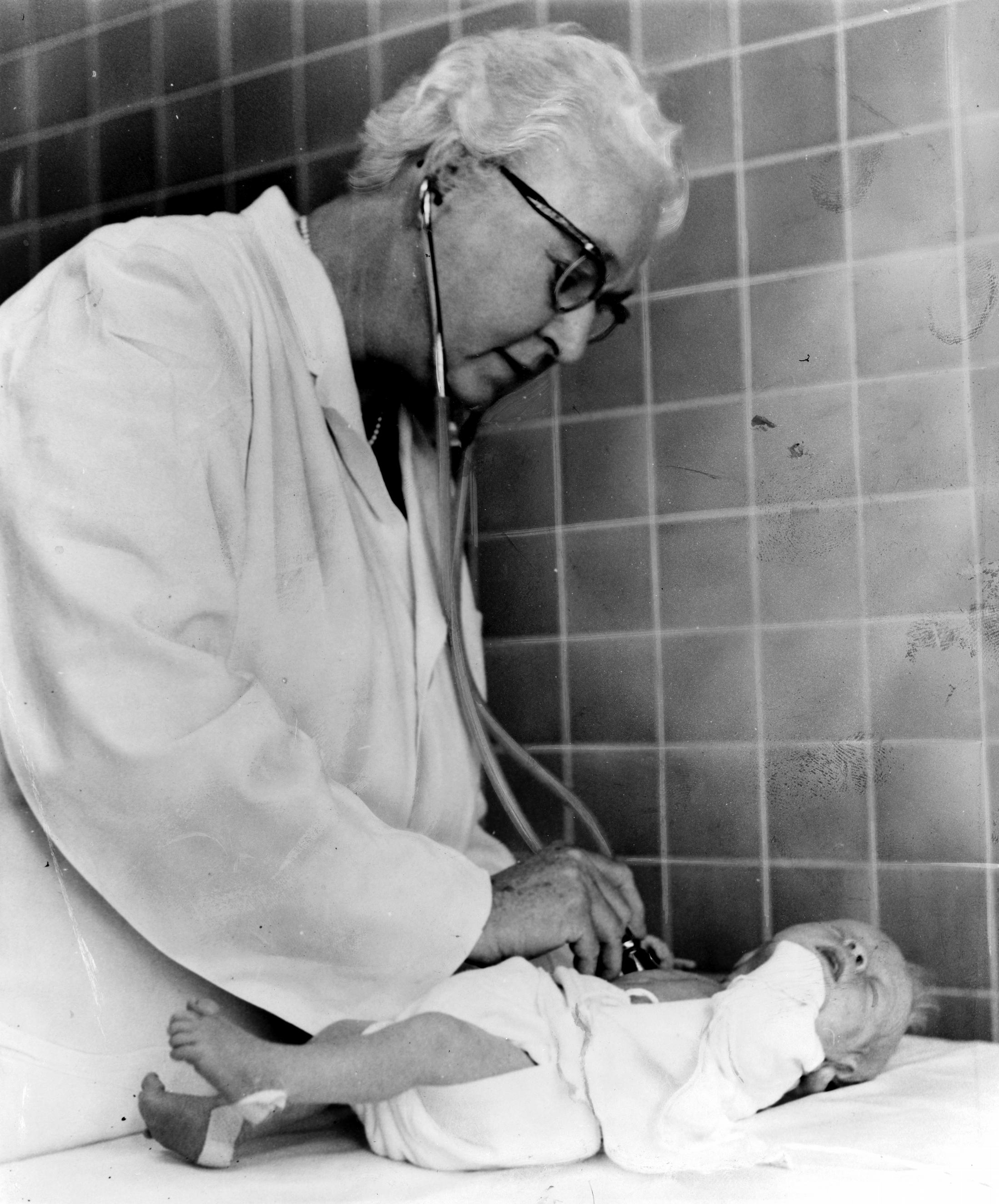
Virginia Apgar
7 augustus

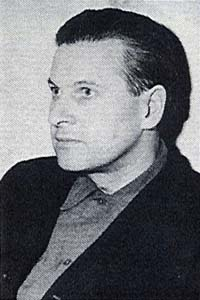
Baldur von Schirach
8 augustus

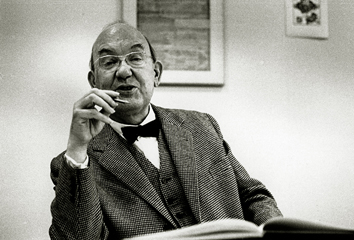
Jan Tschichold
11 augustus

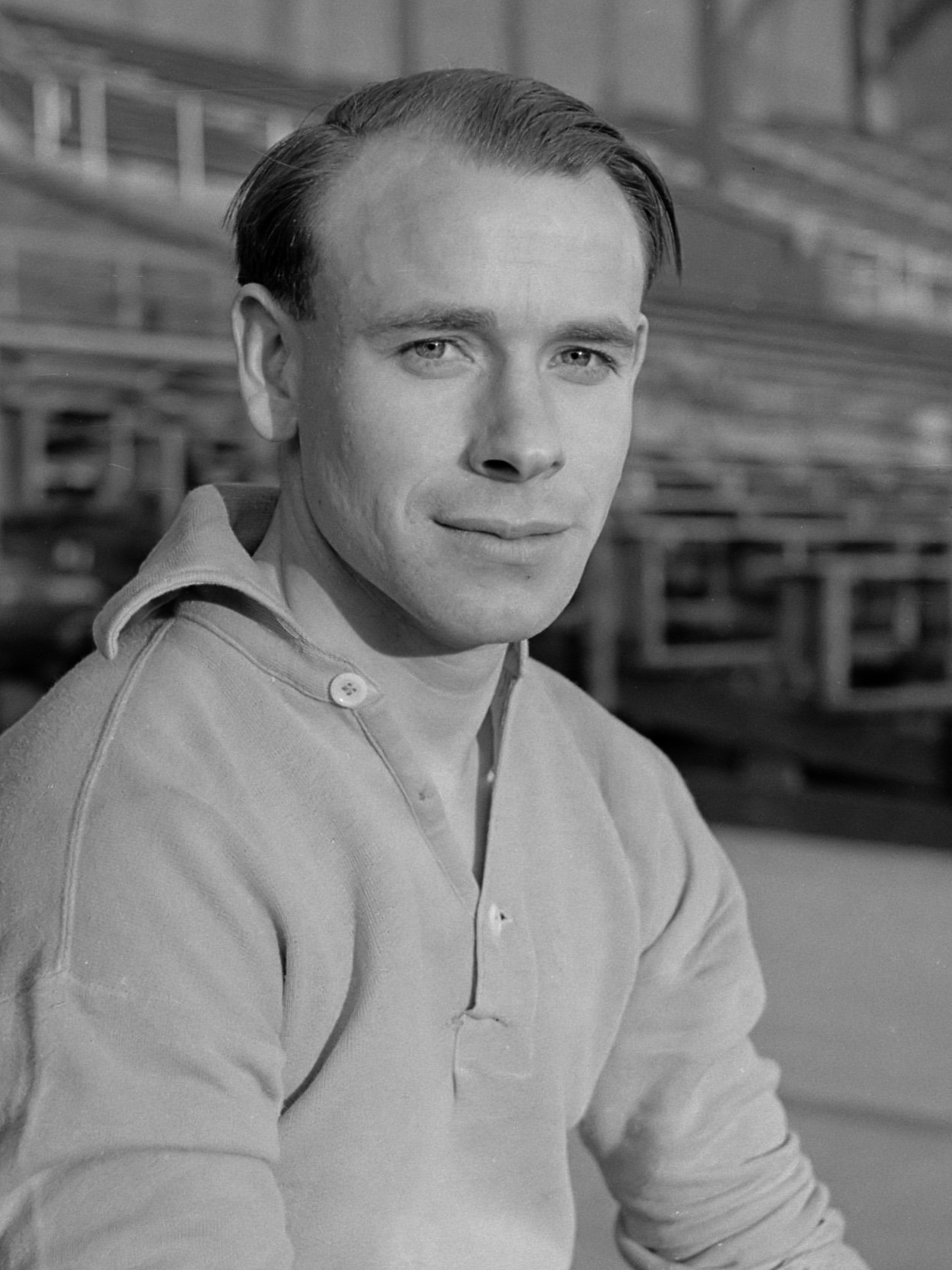
Cock van der Tuijn
23 augustus

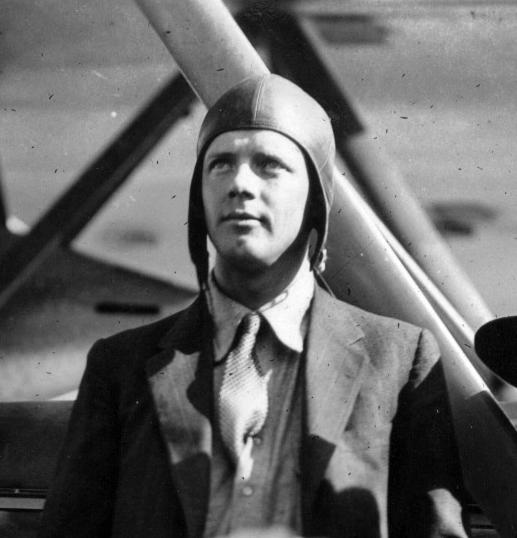
Charles Lindbergh
26 augustus

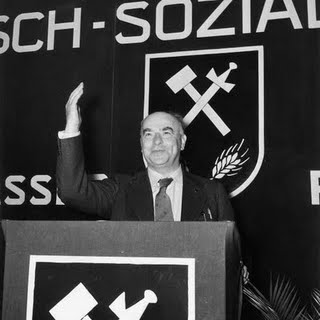
Otto Strasser
27 augustus

| 1 | 2 | 3 | 4 | 5 | 6 | 7 | 8 | 9 | 10 | 11 | 12 | 13 | 14 | 15 | 16 | 17 | 18 | 19 | 20 | 21 | 22 | 23 | 24 | 25 | 26 | 27 | 28 | 29 | 30 | 31 |
| - | - | - | - | - | - | - | - | - | -- | -- | -- | -- | -- | -- | -- | -- | -- | -- | -- | -- | -- | -- | -- | -- | -- | -- | -- | -- | -- | -- |

### 1 augustus
- Ildebrando Antoniutti (75), Italiaans kardinaal

### 2 augustus
- Evert Zandstra (76), Nederlands schrijver

### 4 augustus
- Antonio Landriscina (89), Italiaans componist

### 5 augustus
- Jules Moormann (85), Nederlands taalkundige

### 6 augustus
- Gene Ammons (49), Amerikaanse jazzsaxofonist

### 7 augustus
- Virginia Apgar (65), Amerikaans medicus

### 8 augustus
- Baldur von Schirach (67), Duits bestuurder en politicus

### 9 augustus
- Else Alfelt (63), Deens kunstschilder

### 10 augustus
- Henricus Ballet (73), Belgisch politicus
- Ivor Dean (56), Brits acteur
- Goos Kamphuis (46), Nederlands journalist

### 11 augustus
- Jan Tschichold (72), Duitse grafisch ontwerper

### 12 augustus
- Clovis Piérard (77), Belgisch politicus
- Gunhild Svang (99), Noors pianist

### 13 augustus
- Karl Landgrebe (85), Duits componist

### 14 augustus
- Clay Shaw (61), Amerikaans moordverdachte

### 16 augustus
- Saco Rienk DeBoer (90), Amerikaans landschapsarchitect

### 17 augustus
- Beb Reith (79), Nederlands tekenaar en ontwerper

### 18 augustus
- Ferdinand de Wijkerslooth de Weerdesteyn (71), Nederlands ambtenaar

### 21 augustus
- Eduard Thurneysen (86), Zwitsers theoloog

### 22 augustus
- Jan Bijhouwer (75), Nederlands tuin- en landschapsarchitect
- Jacob Bronowski (66), Brits wiskundige, wetenschapshistoricus en tv-presentator
- Sverre Hansen (61), Noors voetballer

### 23 augustus
- Roberto Assagioli (86), Italiaans psycholoog
- Kees van der Tuijn (50), Nederlands voetballer

### 25 augustus
- Piet Theys (47), Belgisch journalist

### 26 augustus
- Charles Lindbergh (72), Amerikaans luchtvaartpionier

### 27 augustus
- Otto Strasser (76), Duits politicus

### 29 augustus
- Gerard Vermeersch (51), Belgisch acteur, toneelschrijver en -regisseur

### 30 augustus
- Achilles Mussche (78), Belgisch dichter, essayist en schrijver

## September

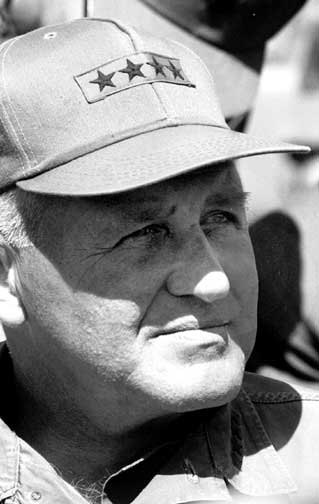
Creighton Abrams
4 september

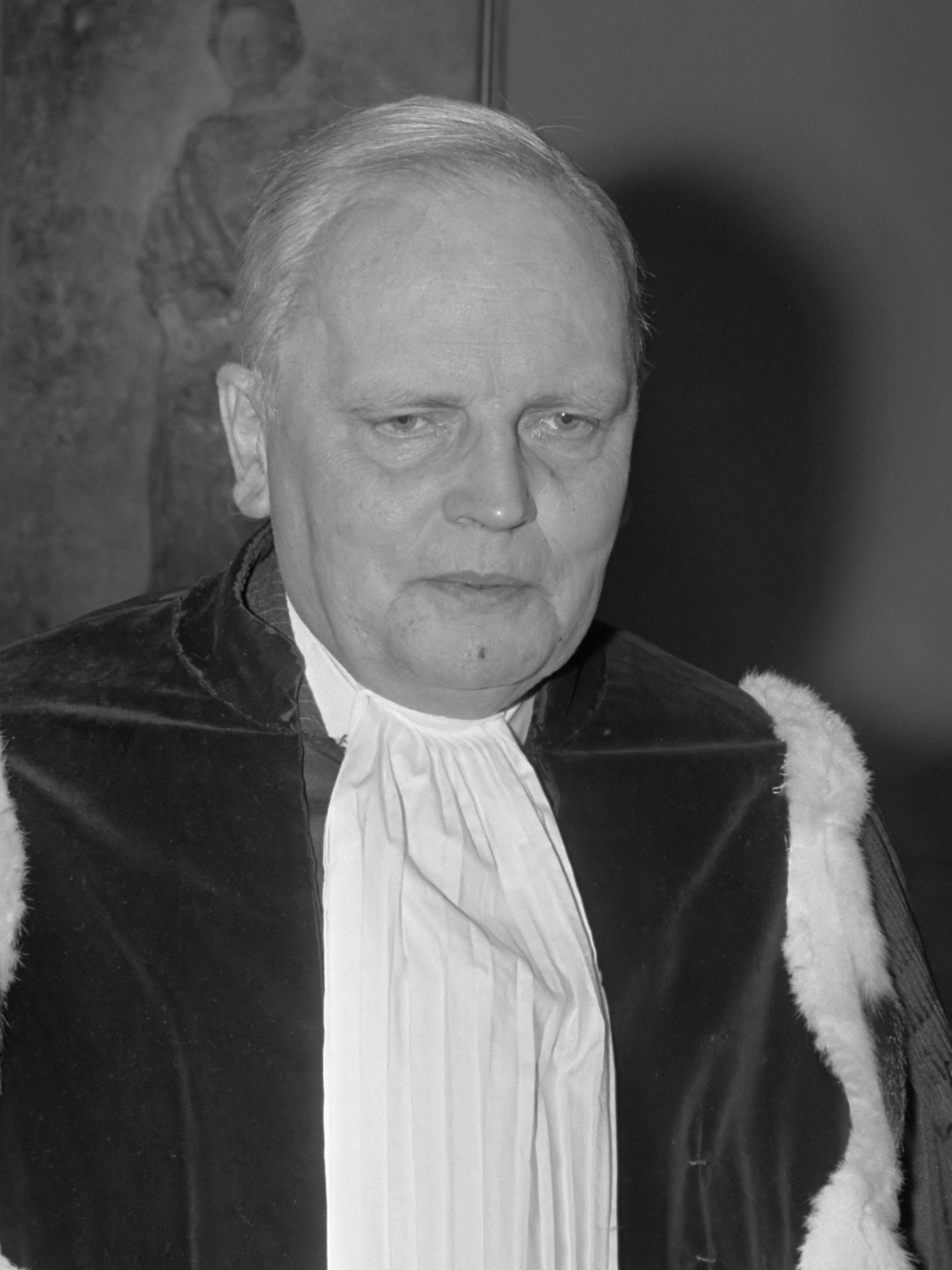
Frits de Jong
14 september

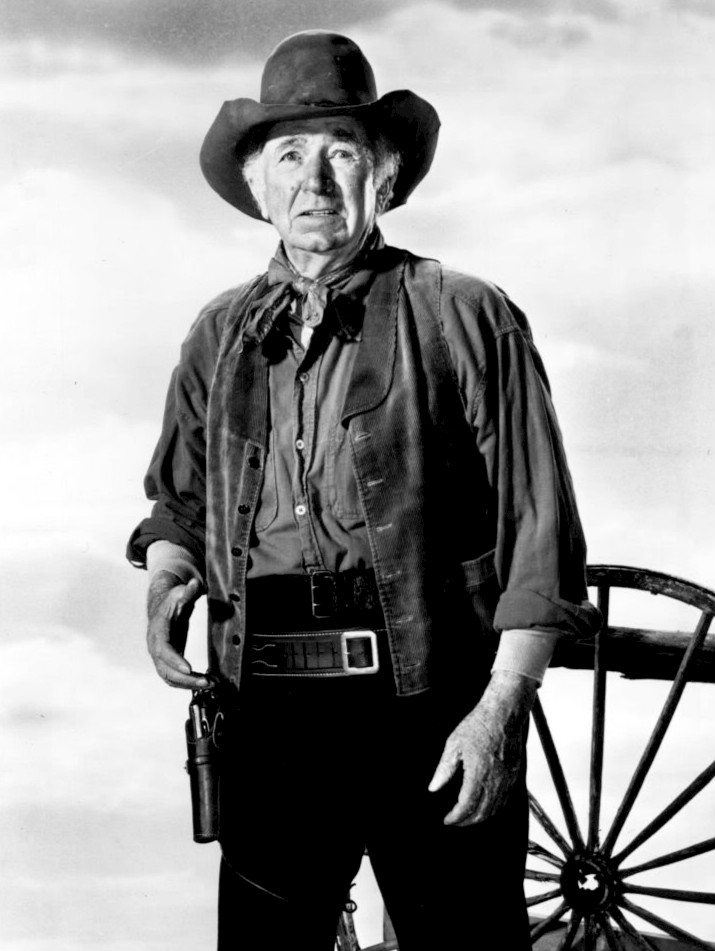
Walter Brennan
21 september

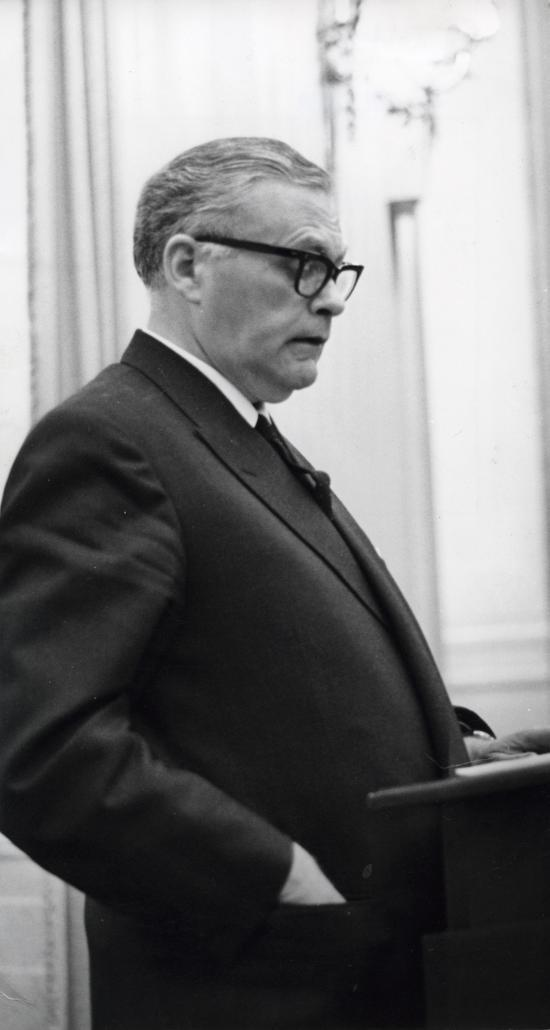
Jan Smallenbroek
29 september

| 1 | 2 | 3 | 4 | 5 | 6 | 7 | 8 | 9 | 10 | 11 | 12 | 13 | 14 | 15 | 16 | 17 | 18 | 19 | 20 | 21 | 22 | 23 | 24 | 25 | 26 | 27 | 28 | 29 | 30 |
| - | - | - | - | - | - | - | - | - | -- | -- | -- | -- | -- | -- | -- | -- | -- | -- | -- | -- | -- | -- | -- | -- | -- | -- | -- | -- | -- |

### 3 september
- Hilaire Gravez (85), Belgisch politicus
- Harry Partch (73), Amerikaans componist en musicoloog

### 4 september
- Creighton Abrams (59), Amerikaans militair leider
- Marcel Achard (75), Frans toneelschrijver
- Arthur Hodüm (72), Belgisch geestelijke en historicus
- Lewi Pethrus (90), Zweeds predikant
- Jean-Baptiste Piron (78), Belgisch militair

### 8 september
- Julia Lamote (77), Belgisch vakbondsbestuurder
- Wolfgang Windgassen (60), Duits operazanger

### 9 september
- Billie Nelson (32), Brits motorcoureur

### 11 september
- Aloys Joan Joseph Maria Mes (75), Nederlands politicus
- René Spitz (87), Oostenrijks-Amerikaans psychiater

### 14 september
- Pieter Jacob Albrecht Adriani (95), Nederlands jurist en ambtenaar
- Frits de Jong (73), Nederlands jurist
- Kovacs Lajos (87), Nederlands dirigent

### 17 september
- Claudia Morgan (63), Amerikaans actrice

### 20 september
- Robert Herberigs (88), Belgisch componist, schilder en schrijver

### 21 september
- Walter Brennan (80), Amerikaans acteur
- Carl Richard Luther (73), Oostenrijks componist

### 22 september
- Kenneth Myers (77), Amerikaans roeier

### 23 september
- Willem van der Woude (98), Nederlands wiskundige

### 26 september
- Jean Gale (62), Amerikaans actrice

### 27 september
- Silvio Frondizi (67), Argentijns advocaat
- Georgi Koelisjev (89), Bulgaars politicus

### 28 september
- Lucien Adam (83), Nederlands bestuurder in Nederlands-Indië
- Georges Beghin (62), Belgisch politicus

### 29 september
- Robert Capelle (85), Belgisch diplomaat
- Jan Smallenbroek (65), Nederlands politicus

### 30 september
- Edvard Moritz (83), Duits-Amerikaans componist en musicus

## Oktober

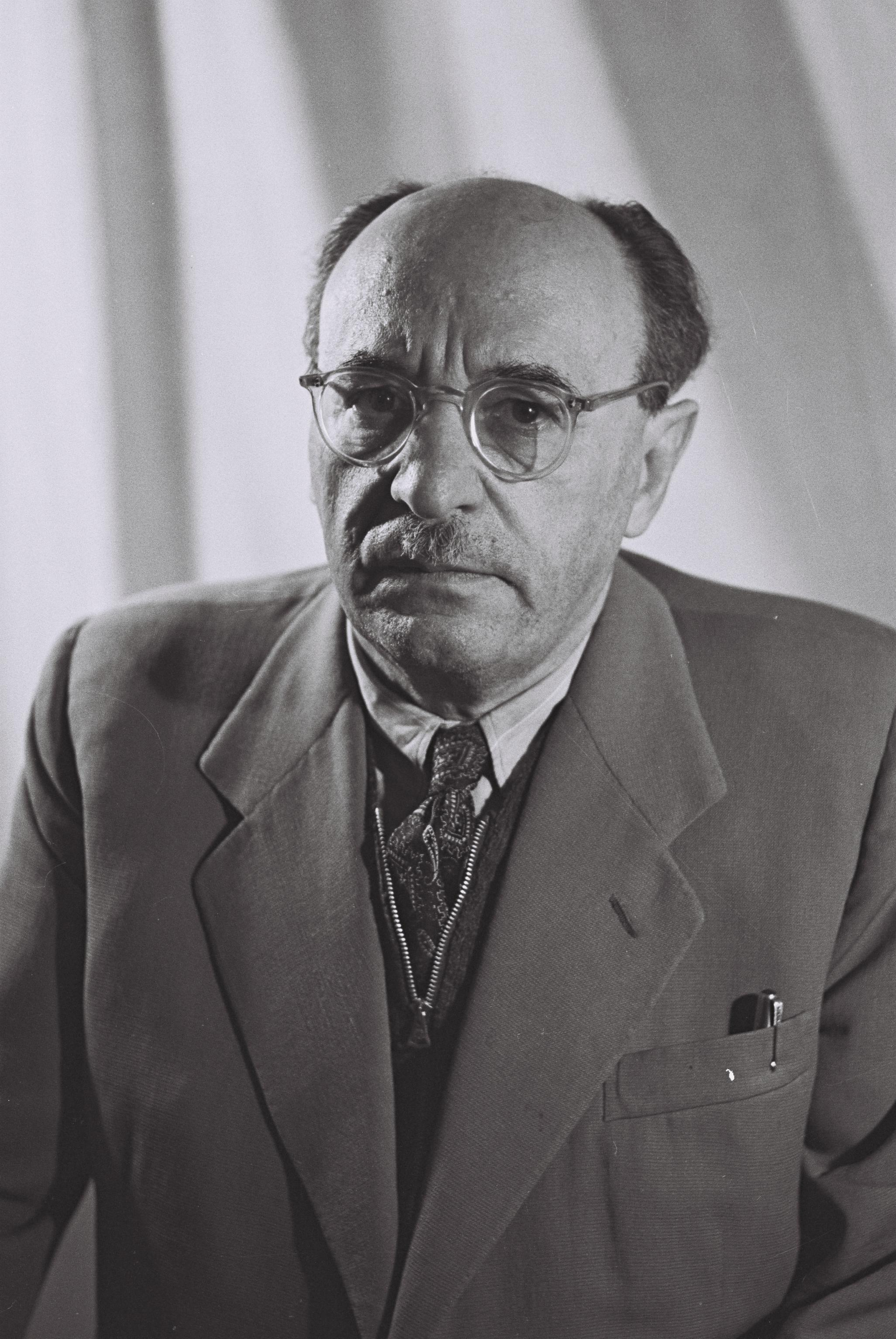
Zalman Shazar
5 oktober

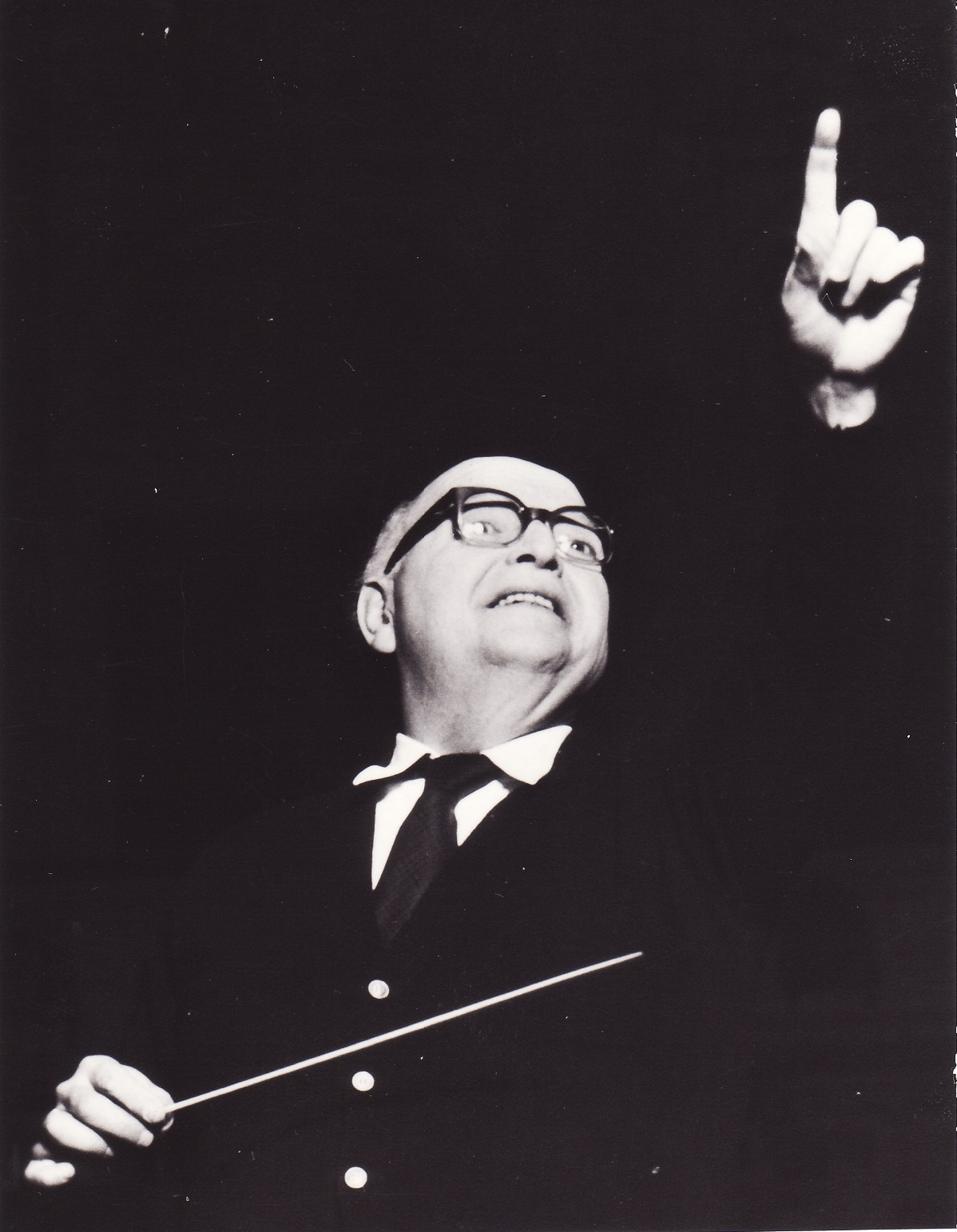
Josef Krips
13 oktober

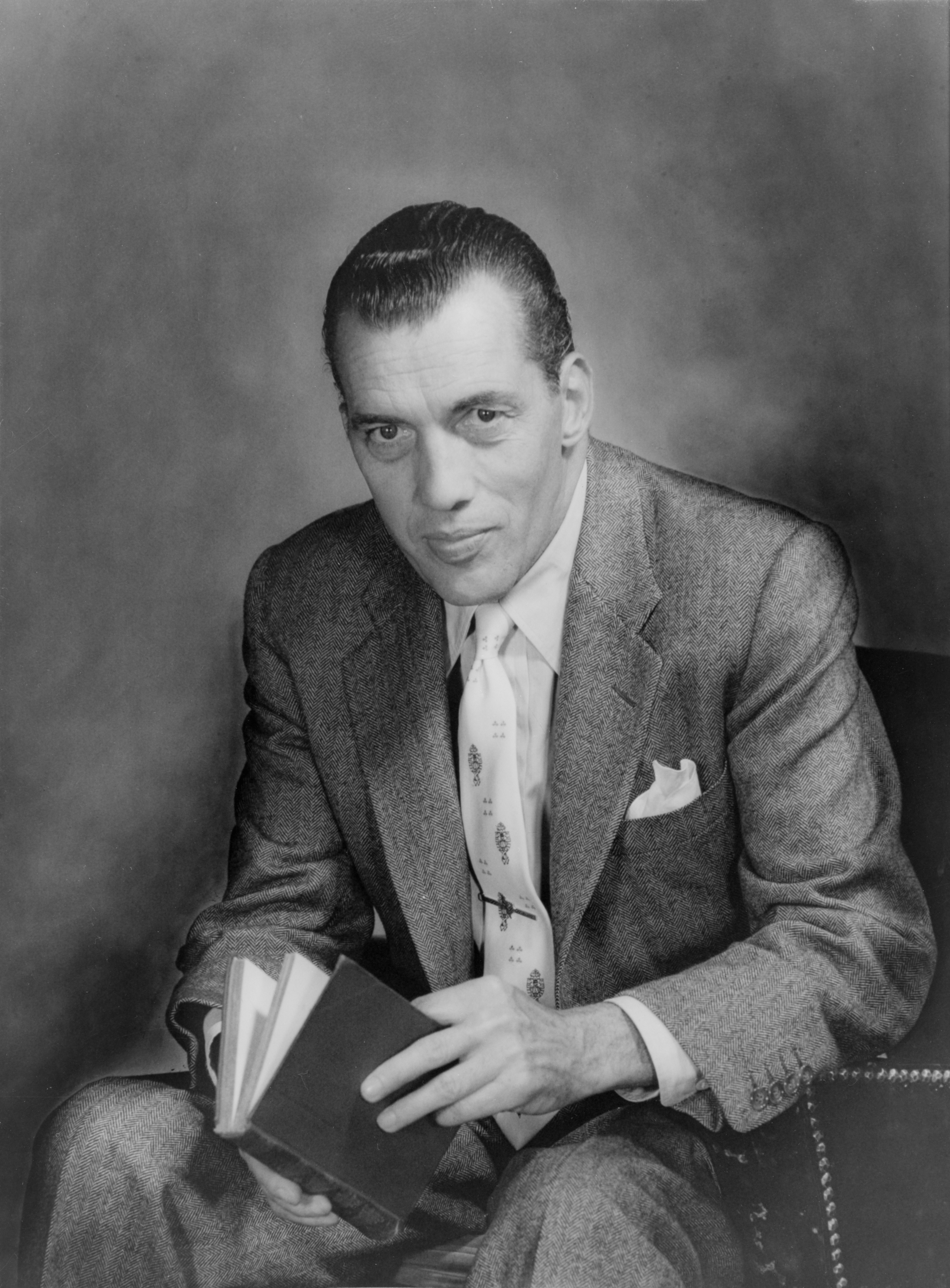
Ed Sullivan
13 oktober

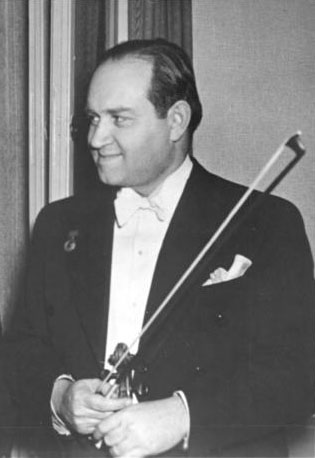
David Oistrach
24 oktober

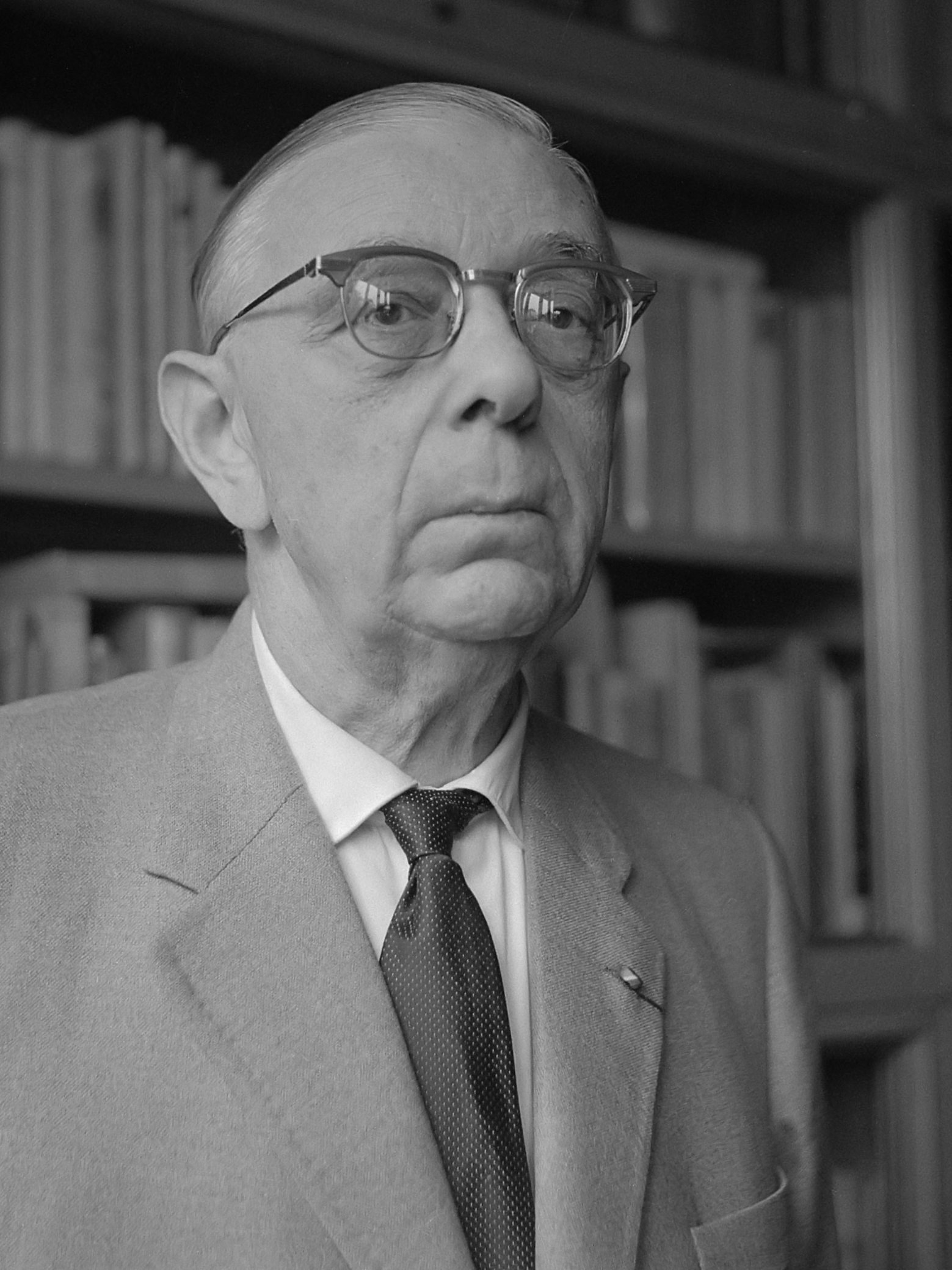
Victor E. van Vriesland
29 oktober

| 1 | 2 | 3 | 4 | 5 | 6 | 7 | 8 | 9 | 10 | 11 | 12 | 13 | 14 | 15 | 16 | 17 | 18 | 19 | 20 | 21 | 22 | 23 | 24 | 25 | 26 | 27 | 28 | 29 | 30 | 31 |
| - | - | - | - | - | - | - | - | - | -- | -- | -- | -- | -- | -- | -- | -- | -- | -- | -- | -- | -- | -- | -- | -- | -- | -- | -- | -- | -- | -- |

### 1 oktober
- Józef Adamek (74), Pools voetballer

### 2 oktober
- Nurul Amin (81), Pakistaans politicus
- Vasili Sjoeksjin (45), Russisch acteur, filmregisseur en schrijver

### 4 oktober
- Evert Roskam (82), Nederlands collaborateur
- Anne Sexton (45), Amerikaans dichteres

### 5 oktober
- Zalman Shazar (84), Israëlisch schrijver en dichter

### 6 oktober
- Helmuth Koinigg (25), Oostenrijks autocoureur

### 7 oktober
- Clasina Albertina Kluyver (90), Nederlands feministe en vredesactiviste

### 8 oktober
- Harry Carney (64), Amerikaans saxofonist

### 9 oktober
- Oskar Schindler (66), Tsjechisch-Duits industrieel en verzetsstrijder

### 10 oktober
- Marie Luise Kaschnitz (73), Duits schrijfster
- Ljoedmila Pavlitsjenko (58), Russisch militaire
- Stephanie Vetter (89), Nederlands schrijfster

### 12 oktober
- Pink Anderson (74), Amerikaans bluesmuzikant

### 13 oktober
- Anatoli Kozjemjakin (21), Sovjet voetballer
- Josef Krips (72), Oostenrijks dirigent
- Ed Sullivan (73), Amerikaans tv-presentator

### 14 oktober
- Ingvar Andersson (75), Zweeds schrijver en historicus
- Sattar Bahlulzade (64), Azerbeidzjaans kunstschilder

### 15 oktober
- Jan Everse (52), Nederlands voetballer
- Gustaaf Van Goethem (75), Belgisch voetballer

### 17 oktober
- René de Rooy (57), Surinaams/Antilliaans schrijver en dichter

### 18 oktober
- Anders Lange (70), Noors politicus

### 19 oktober
- Frans Slot (65), Nederlandse beeldend kunstenaar

### 20 oktober
- Jean Fosty (64), Belgisch politicus

### 21 oktober
- Frederik Jacobus Johannes Buytendijk (87), Nederlands psycholoog

### 24 oktober
- David Oistrach (66), Russisch violist
- Frits Peutz (78), Nederlands architect
- Alfons Verbist (86), Belgisch politicus

### 27 oktober
- Rudolf Dassler (76), Duits ondernemer

### 29 oktober
- Debora Duyvis (88), Nederlands kunstenaar
- Victor E. van Vriesland (82), Nederlands dichter en criticus

## November

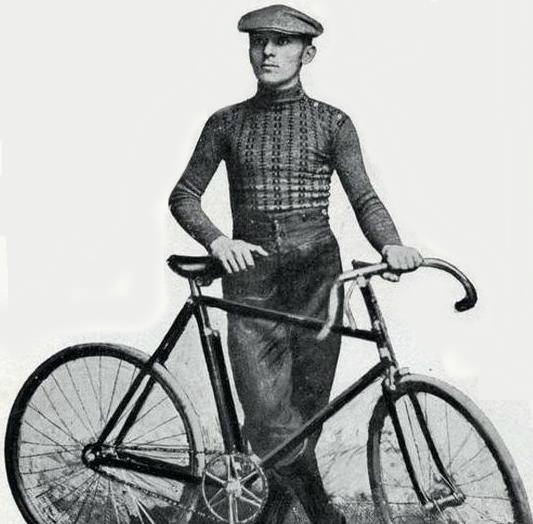
Eberardo Pavesi
11 november

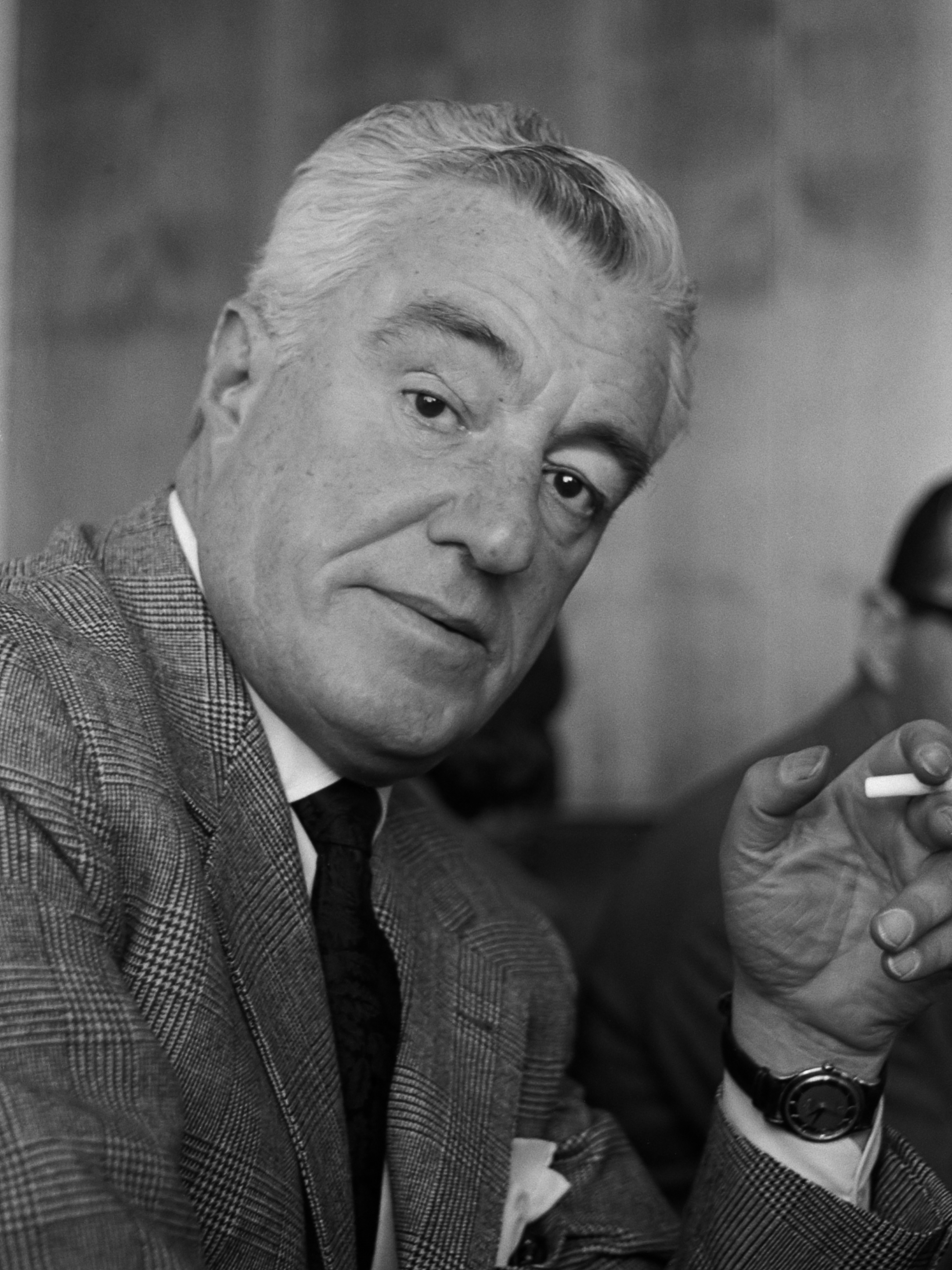
Vittorio De Sica
13 november

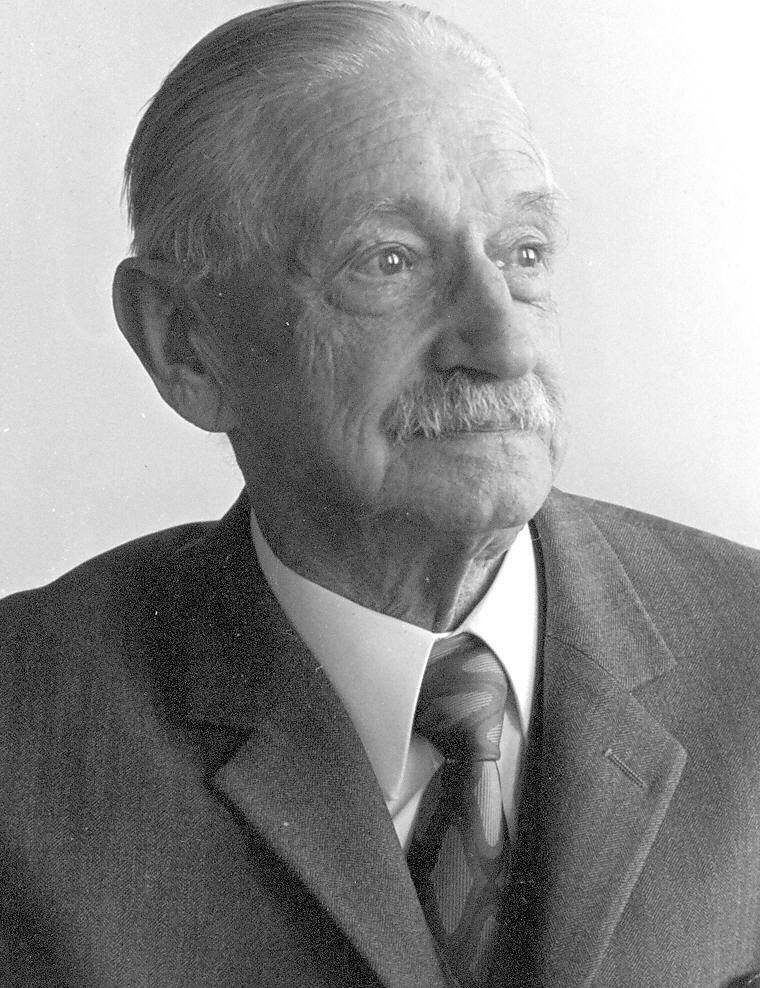
Walther Meissner
16 november

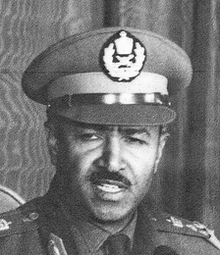
Aman Mikael Andom
23 november

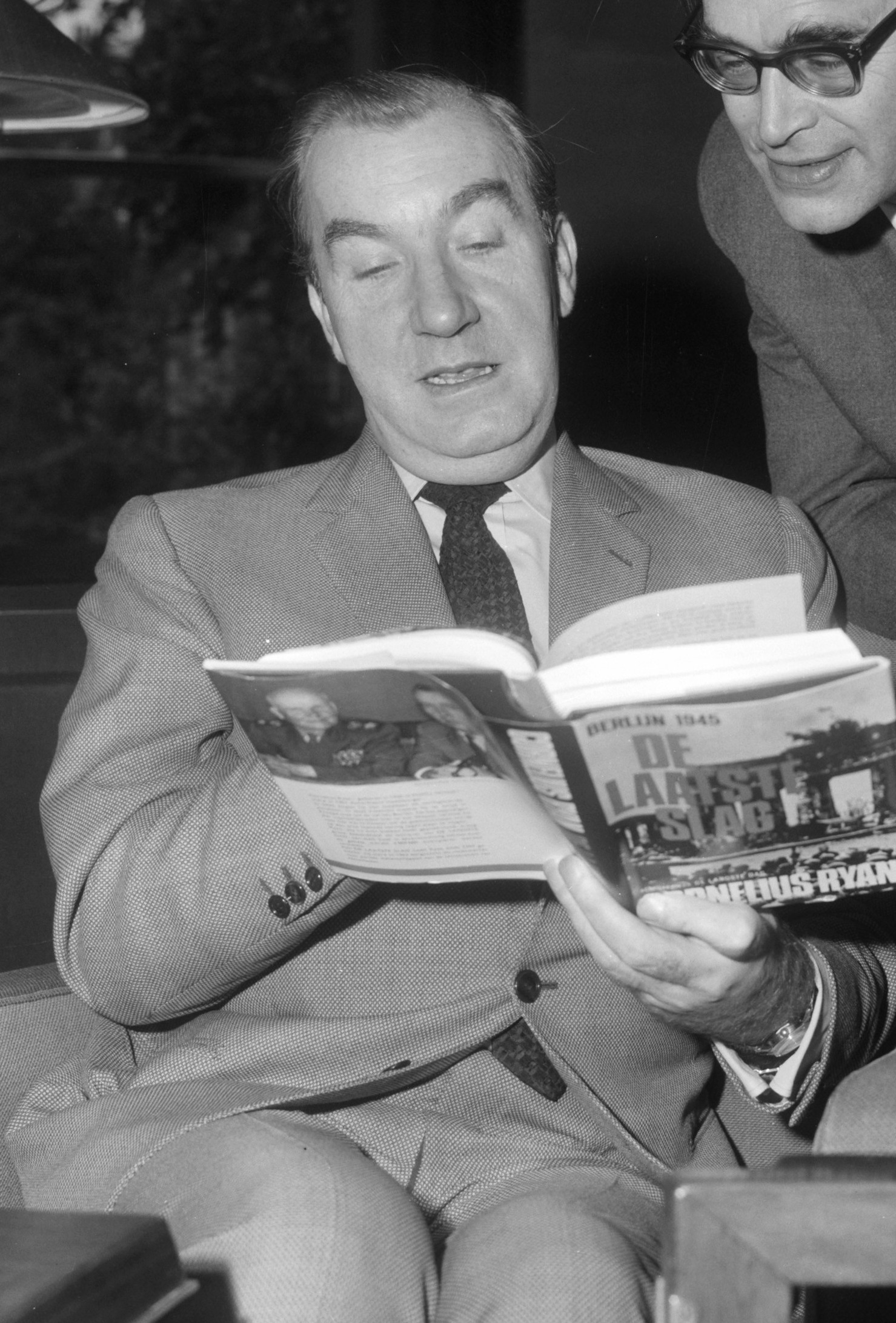
Cornelius Ryan
23 november

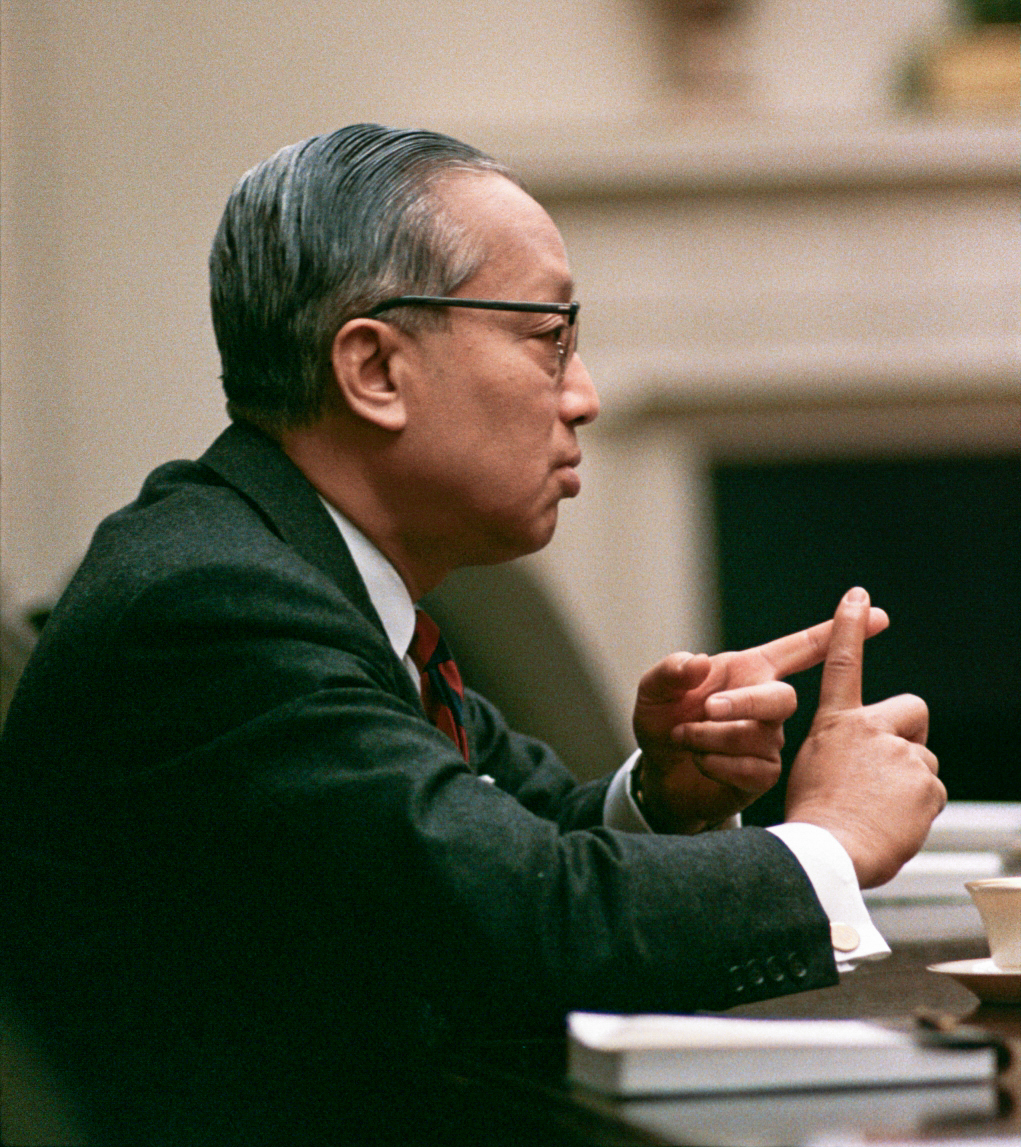
U Thant
25 november

| 1 | 2 | 3 | 4 | 5 | 6 | 7 | 8 | 9 | 10 | 11 | 12 | 13 | 14 | 15 | 16 | 17 | 18 | 19 | 20 | 21 | 22 | 23 | 24 | 25 | 26 | 27 | 28 | 29 | 30 |
| - | - | - | - | - | - | - | - | - | -- | -- | -- | -- | -- | -- | -- | -- | -- | -- | -- | -- | -- | -- | -- | -- | -- | -- | -- | -- | -- |

### 1 november
- Marten Klasema (62), Nederlands atleet en waterbouwkundige

### 2 november
- Eduard Voss (90), Duits entomoloog

### 3 november
- Marius Anne van Rijn van Alkemade (71), Nederlands jurist

### 4 november
- Edgar Fernhout (62), Nederlands kunstschilder
- Bert Patenaude (65), Amerikaans voetballer

### 7 november
- Francisca Tirona-Benitez (88), Filipijns universiteitsbestuurder
- Eric Linklater (75), Brits schrijver
- Karl Schöchlin (80), Zwitsers roeier

### 8 november
- Ivory Joe Hunter (60), Amerikaans singer-songwriter en pianist
- Egon Wellesz (89), Brits componist

### 9 november
- Holger Meins (33), Duits terrorist

### 10 november
- Günter von Drenkmann (64), Duits jurist

### 11 november
- Eberardo Pavesi (91), Italiaans wielrenner

### 12 november
- Þórbergur Þórðarson (86), IJslands schrijver

### 13 november
- Vittorio De Sica (73), Italiaans filmregisseur en acteur

### 16 november
- Walther Meissner (91), Duits natuurkundige

### 17 november
- Erskine H. Childers (68), president van Ierland

### 18 november
- Avenir Aleksandrovitsj Jakovkin (87), Russisch astronoom

### 19 november
- Alessandro Momo (17), Italiaans acteur
- Hans Moser (73), Zwitsers ruiter

### 20 november
- Lau Mazirel (66), Nederlands advocaat en verzetsstrijder

### 21 november
- Frank Martin (84), Zwitsers componist

### 23 november
- Aman Mikael Andom (50), Ethiopisch militair leider
- Patrick Playfair (85), Brits militair
- Cornelius Ryan (54), Iers-Amerikaans journalist en historicus

### 24 november
- Werner Koelman (84), Belgisch politicus

### 25 november
- Robert II van Bourbon-Parma (65), lid huis Bourbon-Parma
- Nick Drake (26), Brits zanger en songwriter
- U Thant (65), Birmees VN-bestuurder

### 26 november
- Cyril Connolly (71), Brits schrijver
- Sven Malm (80), Zweeds atleet

### 28 november
- Konstantin Melnikov (84), Russisch architect
- Antonio Pantión Pérez (76), Spaans componist

### 29 november
- Ferdinand Swatosch (80), Oostenrijks voetballer

### 30 november
- Joan Willems (65), Nederlands politicus

## December

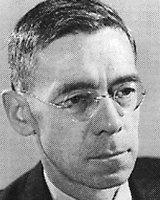
Max Weber
2 december

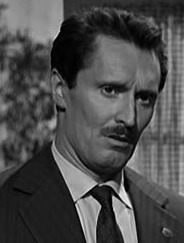
Pietro Germi
5 december

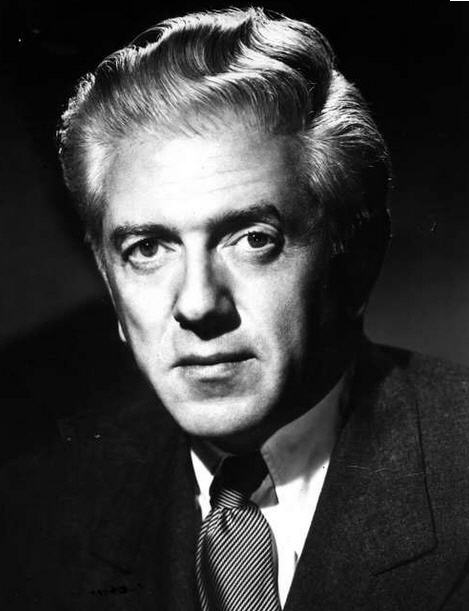
Anatole Litvak
15 december

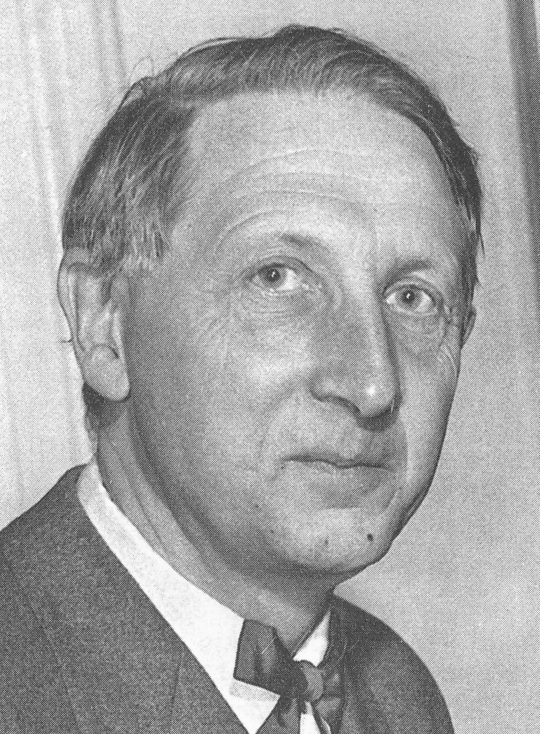
Knudåge Riisager
20 december

| 1 | 2 | 3 | 4 | 5 | 6 | 7 | 8 | 9 | 10 | 11 | 12 | 13 | 14 | 15 | 16 | 17 | 18 | 19 | 20 | 21 | 22 | 23 | 24 | 25 | 26 | 27 | 28 | 29 | 30 | 31 |
| - | - | - | - | - | - | - | - | - | -- | -- | -- | -- | -- | -- | -- | -- | -- | -- | -- | -- | -- | -- | -- | -- | -- | -- | -- | -- | -- | -- |

### 2 december
- Lucio Cabañas (35), Mexicaans guerrillaleider
- Max Weber (77), Zwitsers journalist en politicus

### 5 december
- Pietro Germi (60), Italiaans filmregisseur

### 6 december
- Nikolaj Koeznetsov (70), Russisch militair

### 10 december
- Jan Thomassen (67), Belgisch politicus

### 11 december
- Jacques Houtsmuller (80), Nederlands militair

### 14 december
- Kurt Hahn (88), Duits pedagoog
- Fritz Szepan (67), Duits voetballer

### 15 december
- Anatole Litvak (72), Oekraïens-Amerikaans filmregisseur

### 16 december
- Lolke Cnossen (53), Nederlands burgemeester

### 17 december
- Aernout van Lennep (76), Nederlands ruiter en militair

### 19 december
- Otto Zurmühle (80), Zwitsers dirigent

### 20 december
- André Jolivet (69), Frans componist en muziekpedagoog
- Cy Marshall (72), Amerikaans autocoureur
- Knudåge Riisager (77), Deens componist

### 21 december
- Rex Easton (61), Amerikaans autocoureur
- Theodoor Nouwens (66), Belgisch voetballer
- Henri van Vreeswijk (68), Nederlands architect

### 22 december
- Frans Daels (92), Belgisch politicus
- Albert De Clerck (60), Belgisch politicus

### 26 december
- Knudåge Riisager (77), Deens componist
- Robert Levine Sanders (68), Amerikaans componist en dirigent

### 27 december
- Pavel Bermondt-Avalov (97), Russisch krijgsheer
- Paul Vermeire (46), Belgisch kunstenaar

### 29 december
- Peter Reijnders (74), Nederlands fotograaf

### 31 december
- Robert Pache (77), Zwitsers voetballer

## Datum onbekend
- Carrie Bethel (~76), indiaans-Amerikaans mandenvlechtster
- Peter Simpson (65), Schots voetballer (overleden in maart)

1900 ·
1901 ·
1902 ·
1903 ·
1904 ·
1905 ·
1906 ·
1907 ·
1908 ·
1909 ·
1910 ·
1911 ·
1912 ·
1913 ·
1914 ·
1915 ·
1916 ·
1917 ·
1918 ·
1919 ·
1920 ·
1921 ·
1922 ·
1923 ·
1924 ·
1925 ·
1926 ·
1927 ·
1928 ·
1929 ·
1930 ·
1931 ·
1932 ·
1933 ·
1934 ·
1935 ·
1936 ·
1937 ·
1938 ·
1939 ·
1940 ·
1941 ·
1942 ·
1943 ·
1944 ·
1945 ·
1946 ·
1947 ·
1948 ·
1949 ·
1950 ·
1951 ·
1952 ·
1953 ·
1954 ·
1955 ·
1956 ·
1957 ·
1958 ·
1959 ·
1960 ·
1961 ·
1962 ·
1963 ·
1964 ·
1965 ·
1966 ·
1967 ·
1968 ·
1969 ·
1970 ·
1971 ·
1972 ·
1973 ·
1974 ·
1975 ·
1976 ·
1977 ·
1978 ·
1979 ·
1980 ·
1981 ·
1982 ·
1983 ·
1984 ·
1985 ·
1986 ·
1987 ·
1988 ·
1989 ·
1990 ·
1991 ·
1992 ·
1993 ·
1994 ·
1995 ·
1996 ·
1997 ·
1998 ·
1999 ·
2000 ·
2001 ·
2002 ·
2003 ·
2004 ·
2005 ·
2006 ·
2007 ·
2008 ·
2009 ·
2010 ·
2011 ·
2012 ·
2013 ·
2014 ·
2015 ·
2016 ·
2017 ·
2018 ·
2019 ·
2020 ·
2021 ·
2022 ·
2023 ·
2024 ·
2025